# Hinduismus

Om, ein stilisierter Buchstabe der Devanagari-Schrift, der im Hinduismus als religiöses Symbol verwendet wird.

Der Hinduismus, auch Sanatana Dharma (Sanskrit सनातन धर्म sanātana dharma, für das ewige Gesetz) genannt, ist mit rund einer Milliarde Anhängern und einem Anteil von etwa 15 % der Weltbevölkerung nach dem Christentum (rund 31 %) und dem Islam (rund 23 %) die drittgrößte Religionsgruppe der Erde oder, genauer gesagt, ein vielgestaltiger Religionskomplex. Seinen Ursprung hat er in Indien. Anhänger des im Ausland häufig verkürzend als polytheistisch wahrgenommenen und in wissenschaftlichen Kreisen als henotheistisch kategorisierten Hinduismus werden Hindus genannt, wobei dieses Hyperonym in seiner Zusammenfassung mehr eine europäisch-kolonialistische Perspektive wiedergibt, als der historischen Entwicklung bzw. den Entwicklungslinien der differenten Religionen Indiens gerecht zu werden. Im Gegensatz zu anderen Religionen gibt es im Hinduismus keinen Religionsstifter, vielmehr entwickelten sich die religiösen Systeme Indiens über einen Zeitraum von ca. 3500 Jahren.
Der Hinduismus vereint in sich mithin grundsätzlich verschiedene Religionen, die einander teilweise mit gemeinsamen Traditionen überlagern und gegenseitig beeinflussen, doch in ihren heiligen Schriften, Glaubenslehren, ihrer Götterwelt und ihren Ritualen Unterschiede aufweisen. Axel Michaels vertritt die These, dass diese verschiedenen Religionen und Gemeinschaften zumeist fünf Kriterien erfüllen: (a) ein räumlicher Bezug zu Südasien, (b) ähnliche Sozial- und Heiratsvorschriften (siehe Kastensystem), (c) dominierende vedisch-brahmanische Werte, (d) die Verehrung bestimmter Gottheiten und (e) ein zueinander identifikatorischer Habitus. Doch gibt es auch Inder, die zwar den Begriff „Hinduismus“ für ihre Religion beanspruchen, sich dabei aber vom Vedisch-Brahmanischen abgrenzen.

## Spirituelle Strömungen
Die wichtigsten spirituellen Strömungen innerhalb der hinduistischen Religion sind:
- Brahma, der Erschaffer der Welt; er manifestiert sich als Dreiheit (Trimurti); jede weitere Gottheit ist ein Aspekt des Einen.
- Vishnuismus nach dem Erhalter und Bewahrer der Welt.
- Shivaismus nach dem Vollender und Zerstörer der Welt.
- Shaktismus nach der Quelle des Lebens, der wohlwollenden Mutter, die jedoch auch eine schreckliche böswillige Kraft sein kann.

Die meisten Hindus sehen entweder in Vishnu oder in Shiva den einzigen, allumfassenden und damit verehrungswürdigen Gott (Monolatrie). Im Shaktismus wird insbesondere Shakti, die kosmische Energie, auch als göttliche Mutter vorgestellt. Sie manifestiert sich und wird verehrt in ihren Gestalten als Durga, Kali, Lakshmi, Sarasvati. Die Strömung, die Brahma als den einen Gott verehrte, ist nur noch selten anzutreffen.

## Verbreitung

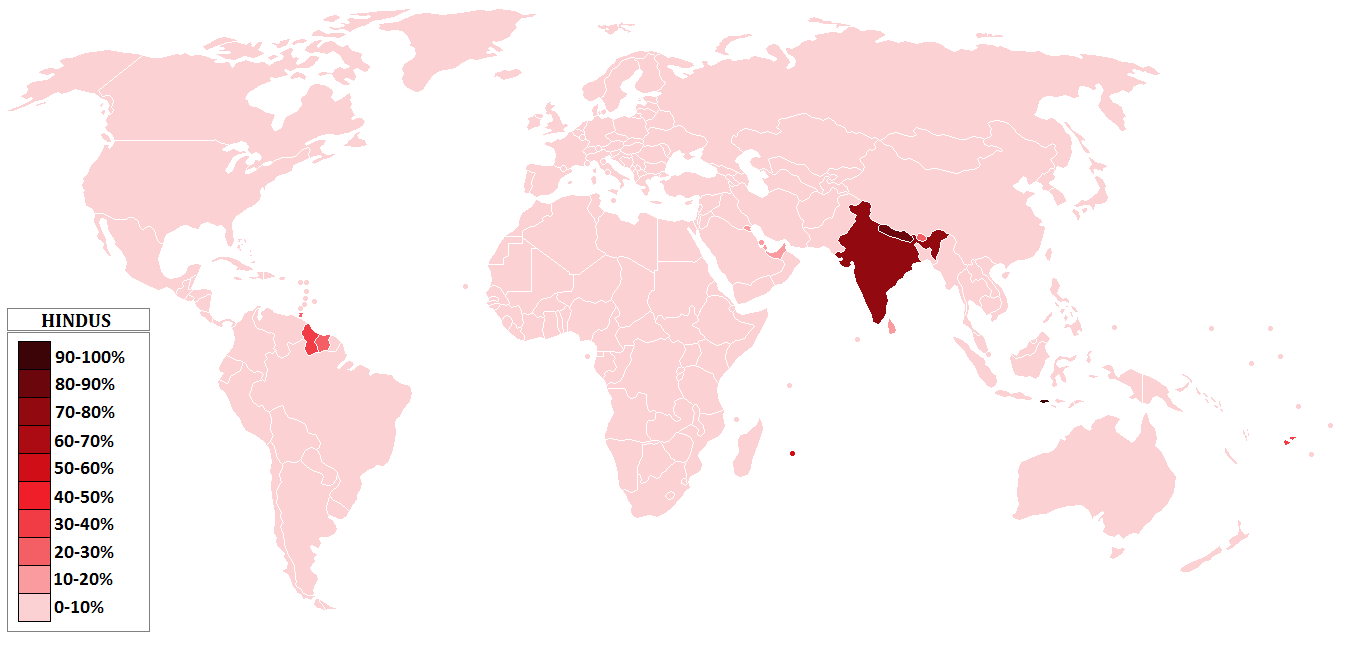
Hinduismus nach Ländern

Weltweit gibt es nach einer Schätzung von 2010 etwa eine Milliarde Hindus, wovon rund 92 % in Indien leben, wo sie etwa 80 % der Bevölkerung bilden. Die größte Religionsgruppe sind Hindus auch in Nepal (81 %), der indonesischen Provinz Bali (90 %, Indonesien gesamt 1,8 %; siehe auch Balinesischer Hinduismus) und auf Mauritius (49 %). Länder mit einem erheblichen Anteil Hindus an der Bevölkerung sind zudem Fidschi (30 %), Guyana (30 %), Bhutan (25 %), Suriname (22 %), Trinidad und Tobago (18 %), Sri Lanka (13 %), Bangladesch (9 %) und Malaysia (7 %). Die rund drei Millionen Hindus in Sri Lanka sind fast ausschließlich Tamilen. In Pakistan kam es nach der Teilung Indiens 1947 zu einem Bevölkerungsaustausch, bei dem fast alle Hindus nach Indien flohen. Der Anteil in Pakistan beträgt heute 1,5 %.
Auf dem indischen Subkontinent setzte sich der Hinduismus im 1. Jahrtausend n. Chr. gegenüber dem Buddhismus durch und wurde im 12. Jahrhundert zur vorherrschenden Religion Indiens. In Nepal wurde der Hinduismus seit dem 14. Jahrhundert gefördert und war bis zum Ende der Monarchie 2008 die Religion der Königsfamilie.
Außerhalb des indischen Subkontinents verbreitete sich der Hinduismus in mehreren Schüben. Vom 1. bis zum 6. Jahrhundert entfaltete er sich entlang der Handelsstraßen in Südostasien, besonders in Burma, Kambodscha, Indonesien und auf der Malaiischen Halbinsel. Während der britischen Herrschaft in Indien gelangten zahlreiche Inder als Arbeitskräfte oder Händler in andere Teile des britischen Kolonialreiches. Die hinduistische Gemeinde in Großbritannien geht vor allem auf die indische Einwanderung nach 1945 zurück.

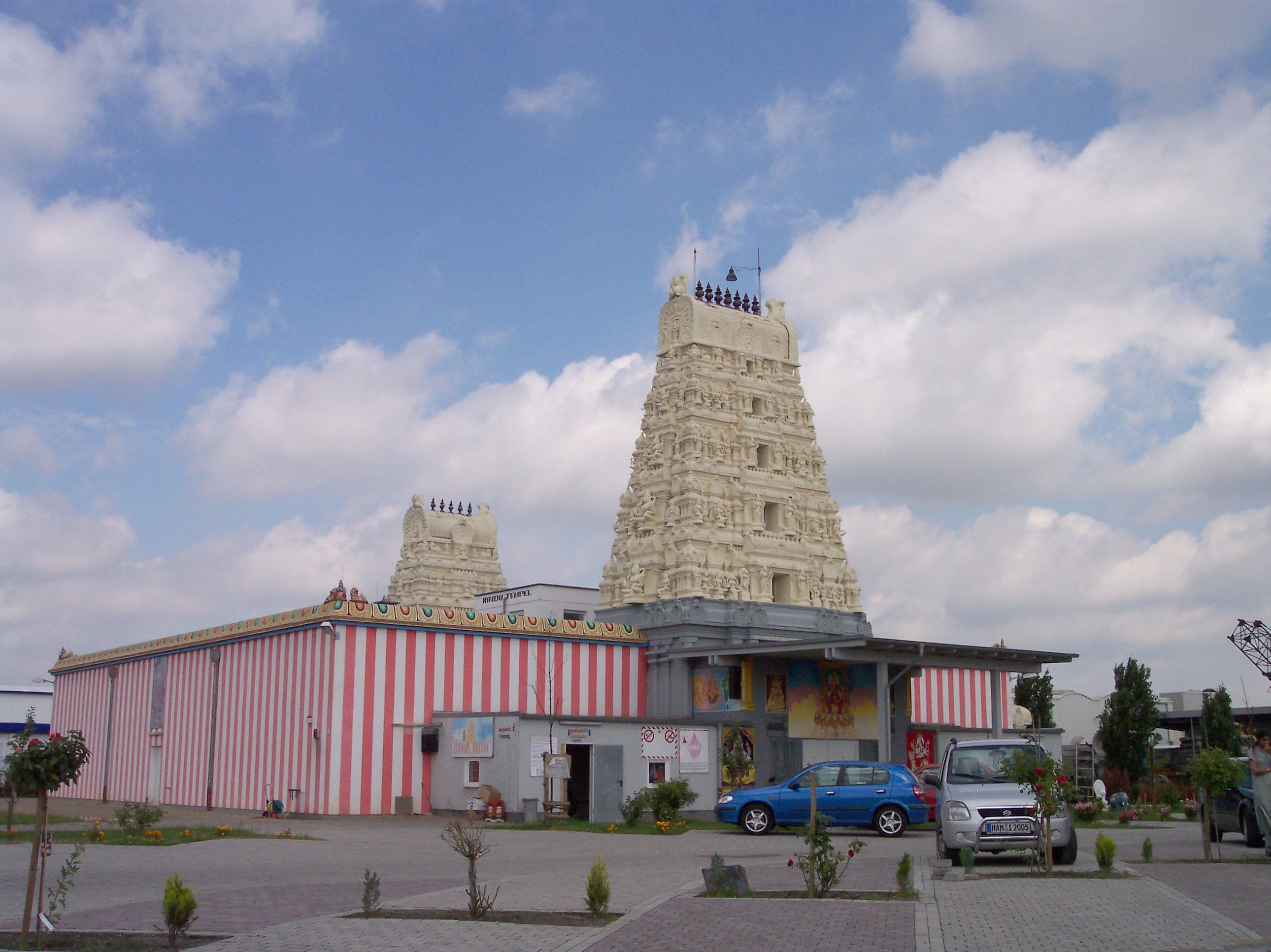
Sri-Kamadchi-Ampal-Tempel in Hamm

In den letzten Jahrzehnten gab es eine verstärkte Einwanderung indischer Gastarbeiter in die arabischen Staaten am Persischen Golf und die USA. In Katar, Bahrain und den Vereinigten Arabischen Emiraten beträgt der hinduistische Bevölkerungsanteil inzwischen über 10 %. Viele indische Händler, die 1972 aus Uganda vertrieben wurden, ließen sich in Kanada und Großbritannien nieder. Seit 1873 kamen sogenannte Hindustanen als Kontraktarbeiter nach Suriname. Nachdem Suriname 1975 die Unabhängigkeit erlangt hatte, zogen zahlreiche surinamische Hindus aus Furcht vor Diskriminierung in die Niederlande.
Auch die Mehrheit der über 60.000 Hindus in Deutschland sind Flüchtlinge, vor allem Tamilen, die dem Bürgerkrieg in Sri Lanka entkommen sind. Ihr kulturelles und religiöses Zentrum ist der 2002 eingerichtete Sri-Kamadchi-Ampal-Tempel in Hamm, der nach dem im nordindischen Nagara-Stil errichteten Neasden-Tempel in London der zweitgrößte Hindutempel Europas.

## Zum Begriff

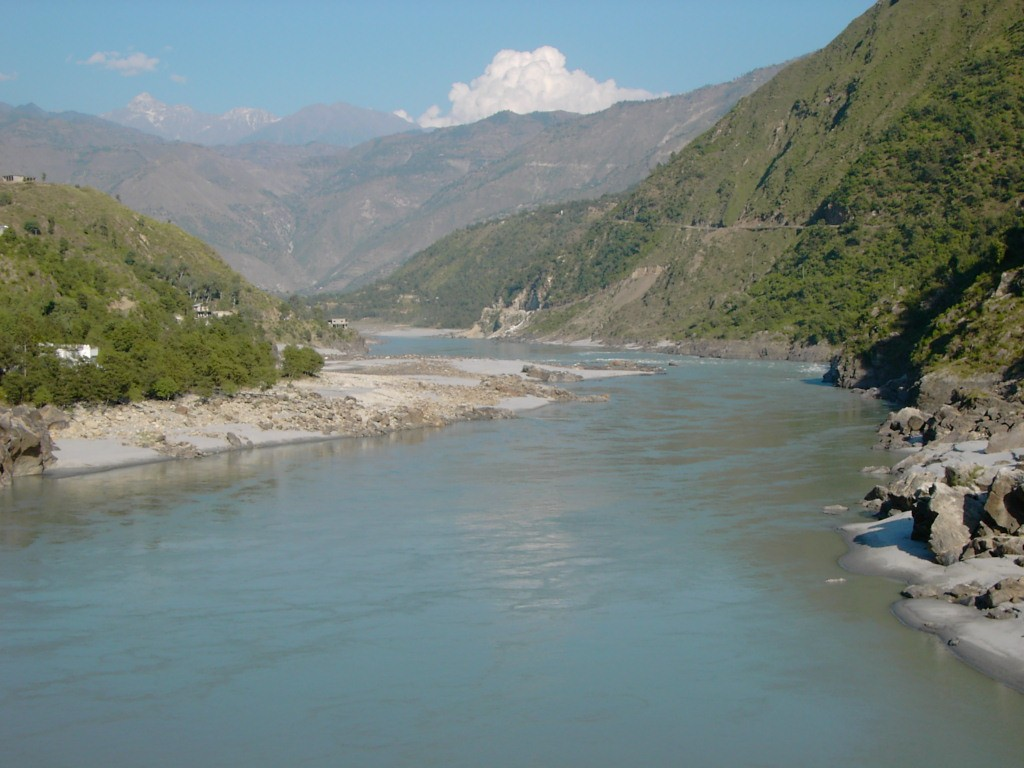
Der Indus, von dem sich das Wort „Hindu“ ableitet.

Der Hinduismus ist keine einheitliche Religion. Indologen und Religionswissenschaftler wählen häufig die Bezeichnung Hindu-Traditionen oder Hindu-Religionen. Der Begriff „Hinduismus“ umfasst einen Komplex religiöser Traditionen und gesellschaftlicher Phänomene, die teilweise sehr unterschiedliche sozioökonomische, historische und geographische Bedingungen haben.
Das Wort „Hindu“ stammt aus dem Persischen und bezeichnet im Singular den Fluss Indus (der im Sanskrit wiederum Sindhu heißt). Als geographische Bezeichnung kommt dieses Wort somit schon in den altpersischen Inschriften der Achämeniden vor. Als die Griechen unter Alexander dem Großen 326 v. Chr. in den indischen Subkontinent vordrangen, bezeichneten sie den Fluss als „Indos“ und die Bewohner des Landes als „Indoi“, wovon sich das Wort Inder ableitet.
Mit dem Vordringen der Muslime in den Sindh ab 711/712 n. Chr. wurde die einheimische Bevölkerung Hindus und das Land als „al Hind“ genannt. Dies hatte auch steuertechnische Gründe, da Nicht-Muslime eine besondere Steuer zu zahlen hatten, die sogenannte Kopfsteuer. Somit gab es im westlichen Teil Indiens ab dem 8. Jahrhundert zwei Steuerkategorien: die für Muslime und die für Hindus. Diese aus der Steuerverwaltung entsprungene Bezeichnung wurde von allen nachfolgenden Herrscherdynastien weitergeführt, zuletzt von den Engländern, die die Verwaltungsstrukturen des Mogulreiches übernahmen. Die Hindu-Identität konstruierte sich damit besonders durch ihr Verhältnis zu den herrschenden Muslimen.
In der britischen Kolonialzeit entstand die künstliche Unterscheidung zwischen „Inder“ im säkularen und „Hindu“ im religiösen Sinn. Davon abgeleitet entstand „Hinduismus“ als Bezeichnung der indischen Religion. Unbemerkt blieb anfangs, dass es sich tatsächlich nicht um eine, sondern um mehrere Religionen mit teils sehr verschiedenen Vorstellungen handelte, da die Anhänger dieser Religionen selbstverständlich und meist ohne Konflikte miteinander zu leben schienen. Der früheste Beleg für die Verwendung des Begriffs „Hindoo“ im Englischen stammt aus dem Jahr 1808; der britische Colonel »Hindoo« Stewart verwendete ihn in seinem Pamphlet „Vindication of the Hindoos, by an bengal Officer“. Einige moderne Hindus ziehen den Ausdruck „Sanatana Dharma“ zur Beschreibung ihrer Religion vor.
Innerhalb des Hinduismus gibt es monotheistische, dualistische und polytheistische Richtungen, Gottheiten erscheinen als persönliche oder unpersönliche Wesen. Die Hindu-Religionen verfügen weder über ein gemeinsames Glaubensbekenntnis noch über eine zentrale Institution, die eine Autorität für alle Hindus wäre. Nur einzelne Richtungen gehen auf einen bestimmten Gründer zurück. Die Ausprägung der indischen Philosophie und sogar die Gottesvorstellungen sind in den einzelnen Strömungen sehr verschieden, auch die Ansichten über Leben, Tod und Erlösung (Moksha) stimmen nicht überein. Der Priesterstand kann sowohl dem Brahmanentum als auch niedrigeren Kasten angehören, teilweise besteht er auch aus Unberührbaren. Für den persönlichen Glauben haben religiöse Lehrer (Gurus) oft einen großen Stellenwert. Trotz aller Unterschiede können Hindus der verschiedenen Richtungen weitgehend gemeinsam feiern und beten. „Einheit in der Vielfalt“ ist eine oft verwendete Redewendung im Hinduismus.
Als Gegenbewegung zum säkularen Staatsmodell, das von Mahatma Gandhi als Lösung für die religiösen Konflikte, hauptsächlich zwischen Muslimen und Hindus, gesehen wurde, zeigte die Entwicklung des hinduistischen Nationalismus Ansätze einer Ideologisierung des Begriffs, besonders zur Abgrenzung von den Muslimen. Die ideologischen Wurzeln dieses „politisierten Hinduismus“ liegen in der neo-hinduistischen Bewegung des indischen Unabhängigkeitskampfes. Dieser wurde mit dem Begriff Hindutva verbunden, der Übertragung des Begriffs „Hinduismus“ in die indischen Sprachen. Zu den führenden Ideologen zählte Vinayak Damodar Savarkar, ein radikaler Befreiungskämpfer, der 1910 von den Briten gefangen genommen wurde. Ziel der Hindutva-Bewegung ist die (Wieder-)Erschaffung einer einzigen Hindu-Nation. Savarkar bediente sich dabei der (de facto ahistorischen) Vorstellung von einer gemeinsamen Vergangenheit aller Hindus.
Artikel 25 der indischen Verfassung, der der Religionsfreiheit und den diese einschränkenden Rechten des Staates gewidmet ist, enthält in einer Zusatzbestimmung zu Absatz 2b eine Präzisierung, wonach der Hinduismus auch Jainismus, Buddhismus und Sikhismus umfasst. Damit folgt die Verfassung Savarkars Forderung, unter Hindutva alle Religionen und Weltanschauungen zusammenzufassen, die auf indischem Boden entstanden sind und Indien als ihr heiliges Land betrachten. Ursprünglich ging es vor allem darum, im Kampf um die Unabhängigkeit und die künftige Machtverteilung eine möglichst große Mehrheit von „Hindus“ gegenüber den Muslimen zu konstruieren. Gegen diese „Vereinnahmung“ als „Hindus“ haben sich bisher nur die Sikhs vor dem Verfassungsgericht erfolgreich gewehrt.
Selbst auf der zweiten von der Vishva Hindu Parishad organisierten Welt-Hindu-Konferenz von 1979 konnten sich die Vertreter verschiedener hinduistischer Gruppierungen, Kasten und religiösen Richtungen nicht auf eine gemeinsame Definition einigen. Immerhin entwickelte man einen Sechs-Punkte-Kodex für alle Hindus: Wer Gebete (suryapranama und prarthana) spricht, die Bhagavad Gita liest, eine persönliche Wunschgottheit (Murti, wörtlich „Götterstatue, Bild“) verehrt, die heilige Silbe Om verwendet und das heilige Kraut Tulsi („Indisches Basilikum“) anbaut, darf sich Hindu nennen. Doch diese Definition bleibt oberflächlich und wegen des Tulsi-Strauches zudem vishnuistisch gefärbt.
Axel Michaels sieht im Hinduismus eine Art von Sammelbegriff für Religionen, religiöse Gemeinschaften und sozio-religiöse Systeme, die folgende Kriterien erfüllen:
- Sie sind im südasiatischen Raum entstanden und verbreitet;
- die soziale Organisation ist durch Abstammungs- und Heiratsvorschriften gekennzeichnet (Kastensystem);
- (ursprünglich) dominieren vedisch-brahmanische Werte, Rituale und Mythen;
- die Erscheinungsformen von Shiva, Vishnu, Devi, Rama, Krishna oder Ganesha werden als göttliche Kraft oder Gott verehrt oder zumindest nicht abgelehnt;
- ein identifikatorischer Habitus, der in einer aus dem altindischen Opferwesen kommenden Heilsbezogenheit der Deszendenz steht, sich aber weitgehend hiervon abgelöst hat.

## Geschichte des Hinduismus

### Vorvedische Religionen (bis ca. 1750 v. Chr.)

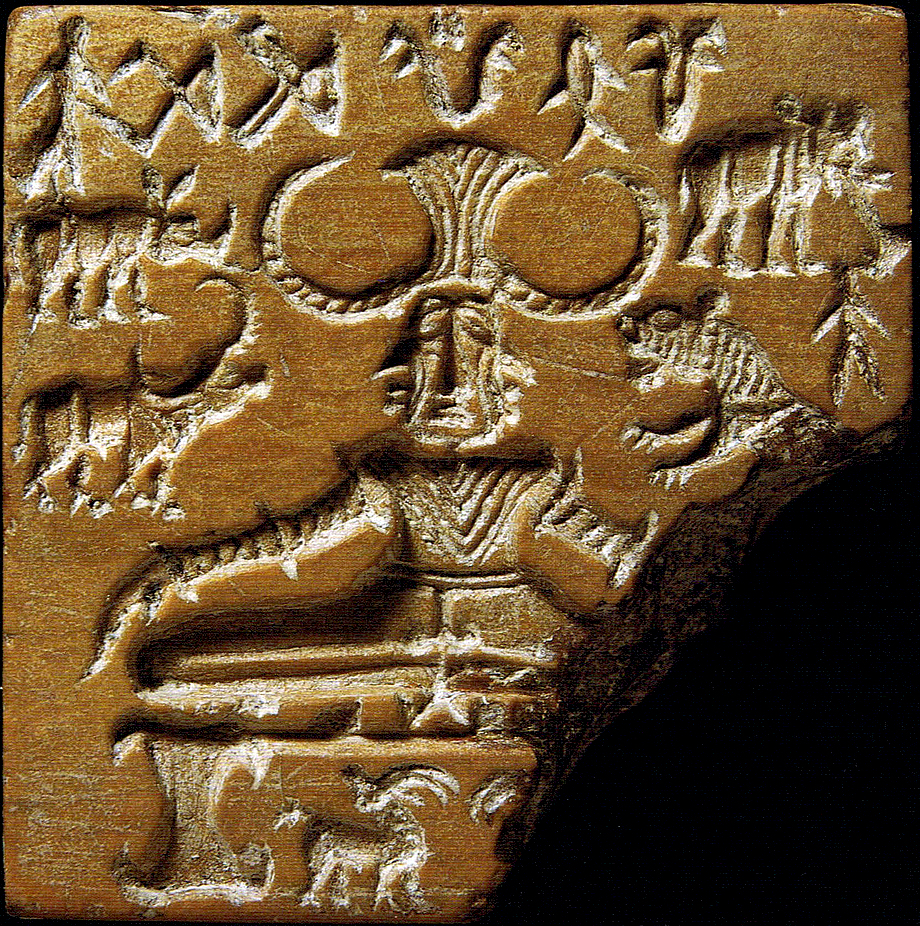
Mohenjo-Daro Siegel 420 (3. Jahrtausend v. Chr.); Darstellung wurde schon als Proto-Shiva identifiziert

Über das religiöse Leben in den frühsteinzeitlichen Siedlungen ist fast nichts bekannt. Vermutlich wurden verschiedenste Geistwesen, Muttergottheiten und Bäume verehrt. Die Religionen waren gekennzeichnet durch Ahnenkult und Animismus.
Die bronzezeitliche Indus-Kultur (ca. 2500–1500 v. Chr.) entwickelte sich entlang des Indus im Nordwesten des indischen Subkontinents. Dort gab es Stadtanlagen mit bis zu 40.000 Einwohnern, Bewässerungssystemen und rechtwinkligen Straßen. Häuser und Burgen wurden aus gebrannten, gleichmäßig geformten Ziegeln gebaut. Als Erster versuchte der Archäologe John Marshall (siehe auch Mohenjo-Daro und Harappa) die Indusreligion zu erklären und kam dabei zu dem Schluss, dass viele Erscheinungen des späteren Hinduismus in der Indusreligion bereits vorhanden waren. Dabei nannte er drei wichtige Aspekte:
- Verehrung der „großen Muttergöttin“ als Vorläufer des Shaktismus. Die Göttin könne eine Protoform der hinduistischen Durga oder Shakti gewesen sein.
- Verehrung eines „großen männlichen Gottes“ als Vorläufer des Proto-Yoga. Dieser vermutete Gott wurde schon 1928 von Mackay als Proto-Shiva bezeichnet, der sich „Herr der Tiere“, dem späteren Pashupati, annäherte (siehe Mohenjo-Daro Siegel 420).
- Das „große Bad“ in Mohenjo-Daro habe rituellen Waschungen gedient, die noch immer im Hinduismus eine außergewöhnlich wichtige Rolle einnehmen.

Die Deutung der Abbildung des großen männlichen Gottes ist jedoch nicht gesichert. Auch die Bestimmung der Darstellungen von (eventuell schwangeren) Frauen oder weiblichen Tonfiguren als Muttergottheiten bleibt spekulativ. „Aber man darf vermuten, dass Animismus, Dämonenkult, Fruchtbarkeitskulte, die Verehrung von Naturgewalten und Muttergottheiten die Religiosität bestimmte, wenngleich diese Anteile von späteren Stufen der Hindu-Religionen überlagert wurden und nur schwer herauszufiltern sind.“
Einige Forscher gehen davon aus, dass die Religion der Indus-Kultur ähnlich den Religionen der Sumerer, Ägypter und anderer antiker Völker polytheistisch war. Jedoch sei ein Alleinstellungsmerkmal das Fehlen monumentaler Bauwerke, vergleichbar den ägyptischen Pyramiden oder sumerischen Zikkuraten. Sie nehmen an, dass solche Bauwerke existierten, aber im Lauf der Zeit umgewandelt oder abgetragen wurden.

### Vedische Religion
Die vedische Religion entstand nach dem Zusammenbruch der Indus-Kultur im Norden Indiens oder heutigen Pakistan. Zu den vier Veden gehören neben dem Rigveda das Samaveda, Yajurveda und Atharvaveda. Alle hinduistischen Religionen akzeptieren die Unantastbarkeit der vier Veden, jedoch rechnen einzelne Glaubensrichtungen oft noch weitere Schriften hinzu. Sie gelten als heilige Offenbarung (Shruti), fordern Verbindlichkeit des Glaubenden in den Fragen der Religion, der Ethik und des gesellschaftlichen Zusammenlebens. Nach hinduistischer Vorstellung existieren die Texte seit Ewigkeit und sind übernatürlichen Ursprungs.
| Name des Textes            | Rigveda | Samaveda | Yajurveda                                                                         | Atharvaveda                                                                            |
| -------------------------- | --- | --- | --------------------------------------------------------------------------------- | -------------------------------------------------------------------------------------- |
| Funktion beim Opfer        | Der Rufer (hotṛ) ruft die Götter an | Der Sänger (udgātṛ) stimmt die Lieder an | Der Opferpriester (adhvaryu) murmelt während seines Opfers die Sprüche            | Der Oberpriester (brahman) wendet unheilvolle Mächte ab                                |
| Etymologie                 | rik (ṛc) = Strophe | saman (sāman) = Lied | jadschu = Spruch                                                                  | atharvan = Zauber                                                                      |
| Anzahl der Strophen        | 10600 | 1800 | 2000                                                                              | 6000                                                                                   |
| Inhalt                     | Hymnen, die die Götter anrufen und preisen (z. B. Indra, Agni, Soma, Vischnu) | Texte für priesterliche Gesänge; bis auf 75 identisch mit dem Rigveda | Opfersprüche und Ritualan-Weisungen                                               | Zaubertexte, Wettersegen, Besänftigungen böser Dämonen, Abwehr von Feinden             |
| Theologische Hauptgedanken | Kräfte und Elemente der Natur, werden als Götter angesehen. In der Spätzeit entsteht die Frage:Ist hinter der Vielzahl an Göttern ein letzter Weltgrund verborgen?                                                                                 | Ausbildung und Entwicklung des Kastenwesens: 1. Brahmanen (Priester), 2. Kshatriya (Krieger, Adel), 3. Vaishya (Kaufleute, Gewerbetreibende, freie Bauern), 4. Shudra (Knechte, Sklaven). Außerhalb der Kastenordnung stehen die Paria. Die unbedingte Vorrangstellung der Priesterkaste entwickelte sich mit Ausbildung von Opferwesen und -ritual (um 1000 v. Chr.) | – siehe unter Samaveda                                                            | – siehe unter Samaveda                                                                 |
| Vedanta                    | Upanishaden: Betrachtungen und Gedanken von Weisen und Asketen (z. B. Yajnavalkya) Pessimistische Grundstimmung. Alles Dasein ist Leiden. Zwei wichtige Grundgedanken: 1. Identität von Atman und Brahman (Monismus) 2. Reinkarnation und Erlösung | – | –                                                                                 | –                                                                                      |
| Brahmanas                  | Texte zur Erklärung und Deutung des Opferrituals | – | –                                                                                 | –                                                                                      |
| Aranjakas                  | Betrachtungen der Waldsiedler über das Opfer und das Zauberwort | – | –                                                                                 | –                                                                                      |
| Vier große Sätze           | Prajnanam brahma (Sanskrit: प्रज्ञानं ब्रह्म prajñānaṃ brahma „Bewusstsein (Prajnana) ist Brahman“ „Brahma ist Erkenntnis“) | Aham brahma asmi (Sanskrit: अहं ब्रह्मास्मि aham brahmāsmi „Ich bin Brahman“). | Tat tvam asi (Sanskrit: तत् त्वम् असि, oder तत्त्वमसि, „Das bist Du“ oder „Du bist das“) | Ayam atma brahma (Sanskrit: अयम् आत्मा ब्रह्म ayam ātmā brahma „Dieses Selbst ist Brahman“) |

#### Frühvedische Phase (1750–1200 v. Chr.)

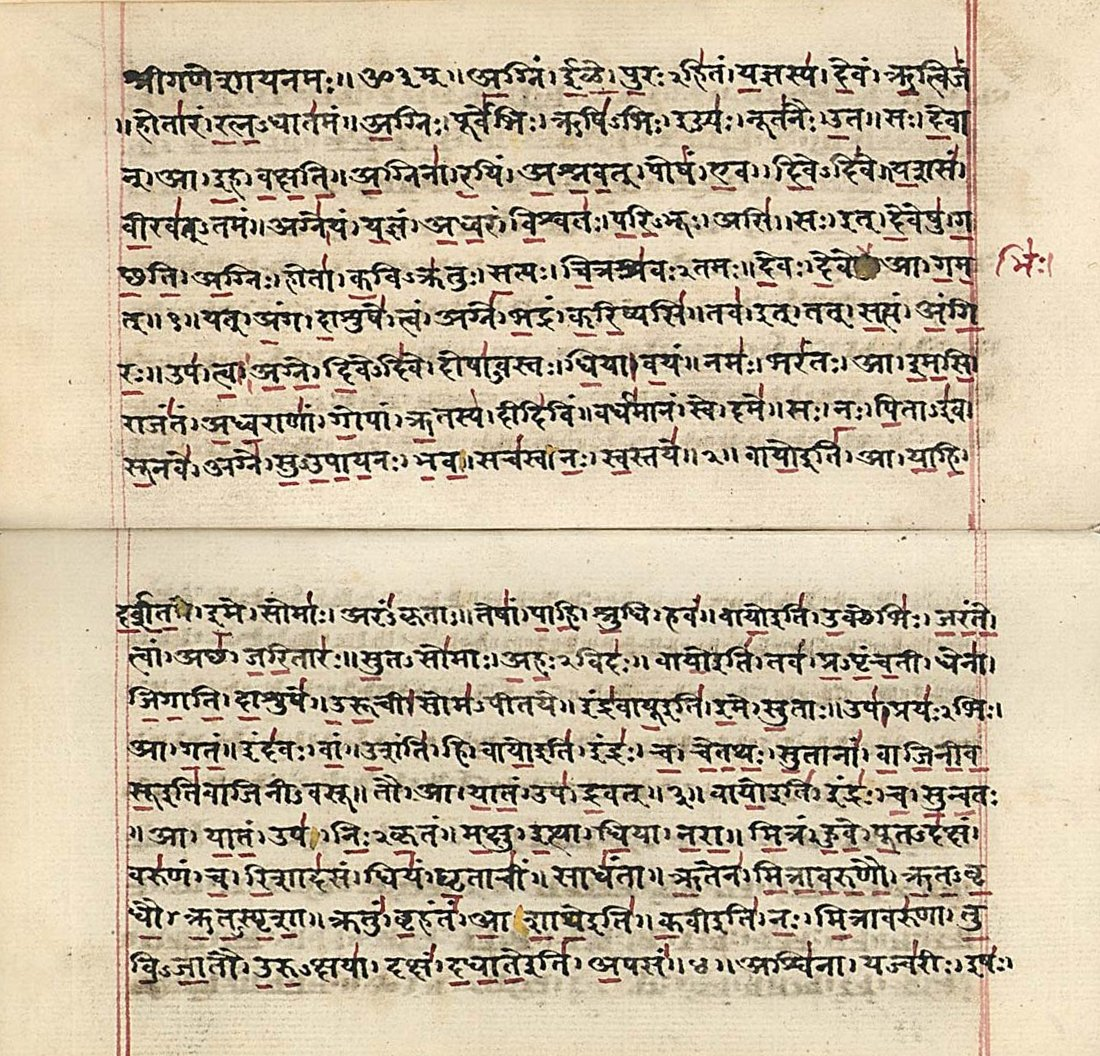
Der Rigveda in Sanskrit, Handschrift aus dem 19. Jahrhundert

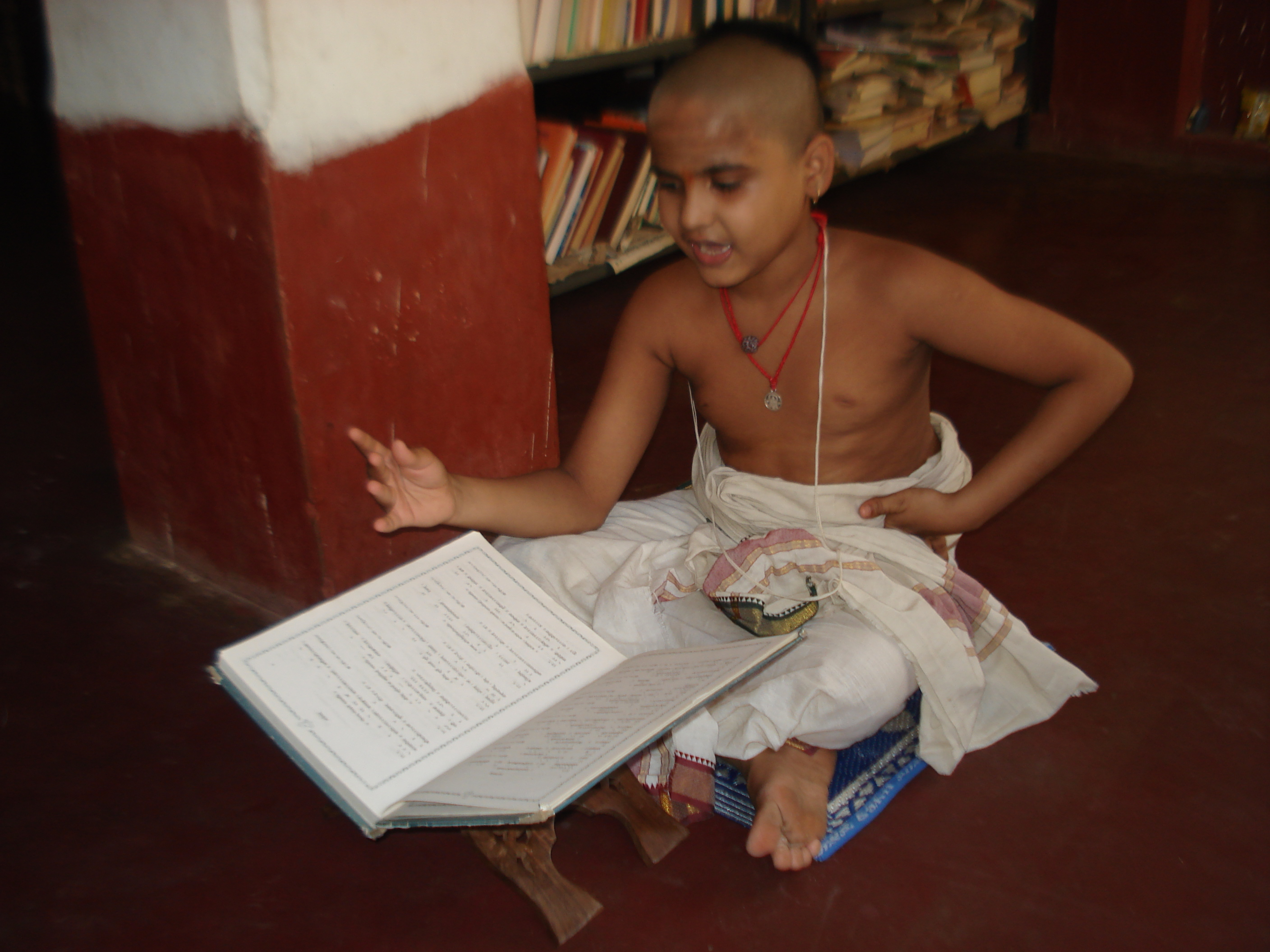
Schüler, der den Veda lernt

Ab der Mitte des 2. Jahrtausends v. Chr. drangen verschiedene Stammesgruppen indoiranischer Viehnomaden von Zentralasien oder dem vorderen Orient in den nördlichen Punjab ein. Obwohl die Einwanderungsthese teilweise in Frage gestellt wird, bleibt die Tatsache bestehen, „daß man aus linguistischen und archäologischen Gründen nicht übersehen kann, daß sich ab etwa 1750 v. Chr. von Nordwesten eine neue Kultur ausbreitete, die wegen ihrer Texte auch als vedische bezeichnet wird, von der man aber nicht genau weiß, welche kulturhistorischen Veränderungen diesen ‚Eindringlingen‘ zu verdanken sind.“ Die vedische Religion stellt „eine der frühesten ... Quellen des Hinduismus“ dar. Die Veden haben im heutigen Hinduismus in Bezug auf deren Inhalte keine große Bedeutung, jedoch gelten sie als „Synonym für absolute und unangreifbare Wahrheite[n]“.
Arier war eine Selbstbezeichnung der Einwanderer und kommt vom vedischen árya, das „ehrwürdig“ bedeutet. Damit war wohl weniger eine rassische Grenze gemeint als vielmehr eine kulturelle und sprachliche; es wurde ein Bekenntnis zu bestimmten moralischen Werten ausgedrückt, wie Vertragstreue, Gastfreundschaft, Wahrhaftigkeit und zur von den Göttern etablierten Ordnung. Das weitere Vordringen in den Nordwesten Indiens und der Übergang vom Halbnomadismus zur Sesshaftigkeit erfolgte in mehreren Stufen.
Das Wissen über diese Zeit fußt im Wesentlichen auf den Büchern I bis IX des Rigveda und altiranischen Quellen, denn die Aryas hinterließen erstaunlich wenig für die Archäologie. Die Texte wurden zunächst mündlich weitergegeben. Dass sie in solchem Umfang und solcher Genauigkeit überliefert sind, „verdanken wir dem Umstand, daß es sich bei den Arya um Stämme mit nomadischer oder semi-nomadischer Lebensweise handelte, die ihre Gruppenidentität nicht dem Bau fester Wohnstätten und der dauerhaften Zugehörigkeit zu einer bestimmten Landschaft verdankten, sondern einem von Kind an trainierten kulturellen Gedächtnis, in dem der Stamm die Legenden seiner Helden, die Mythen seiner Götter und auch die Priesterlieder bewahrte, mit denen inspirierte Priester die Götter zum Opfer gerufen und als Bundesgenossen gewonnen hatten“.
Das polytheistische Weltbild hat eine deutliche Verwandtschaft mit der Götterwelt der alten Iraner, Griechen und anderer indogermanischer Völker. Der Vater der himmlischen Götter war der Himmel Dyaus Pita (vgl. Zeus Pater und Jupiter) und die Göttermutter Aditi. Die Kinder bezeichneten die Arier als Aditas („Söhne der Aditi“) oder Devas („Himmlische“). Ein zentrales Merkmal des Kults waren Nahrungsopfer, die die Götter stärken sollten, damit diese ihrerseits die kosmische und moralische Ordnung schützten. Die Opferpraxis ist noch immer eine kulturelle Eigenart Indiens geblieben. Darin hat auch die verbale und rituelle Kommunikation zwischen Mensch und Gottheit ihren Ursprung. Der Opferdienst fand unter freiem Himmel oder in einfachen, wechselnden Opferhütten statt. Dabei spielte die Zubereitung des Rauschtranks Soma eine wichtige Rolle.
Heinrich von Stietencron vermutet, dass etwa im 10. Jahrhundert v. Chr. begonnen wurde, die verschiedenen Überlieferungen zusammenzutragen. Es entstanden zunächst drei Sammlungen vedischen Wissens (Veda „Wissen“), der Rigveda, der Samaveda und der Yajurveda, die das „dreifache Wissen“ (trayi vidya) bildeten. Später wurde der Atharvaveda als vierter Veda anerkannt.

#### Mittelvedische Phase (1200–850 v. Chr.)

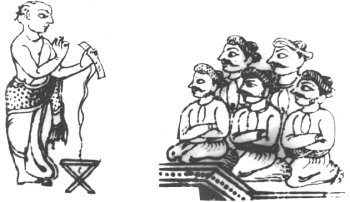
Brahmane beim Rezitieren

Die mittelvedische Zeit ist vor allem in Rigveda X, den Mantras des Yajurveda und den älteren Brahmana-Texten erfasst. Die Arier sind bereits im oberen Gangestal anzutreffen. Es gibt erste Staatsbildungen mit Stammeshäuptlingen und konkurrierenden Priestern über das Volk der Gemeinen.
Das Opferwesen gewann zunehmend an Bedeutung. Während die Götter in frühvedischer Zeit durch Gebete oder beim Opfer zur Hilfe überredet wurden, zwangen nun die Priester die Götter, den Gesetzen zu gehorchen, denen das Opfer und die Weltordnung unterliegen. Durch ihre Opferwissenschaft erlangten die Priester eine nie gekannte Macht. Sie nannten sich selbst Brahmanen und erklärten sich zur Personifizierung des Brahman.

#### Spätvedische Phase (850–500 v. Chr.)
Es kam zum Aufbau von zentralisierten Königtümern und die berufsständische Gliederung hat sich als Gesellschaftsordnung im Varna (Kaste)-System gefestigt.
Als Bestandteil des Veda kamen die Brahmanas hinzu. Diese bieten Kommentare, ausführliche Anweisungen zum Ritual und theologische Begründungen oder spekulative Andeutungen jeder der Opferhandlungen. An die Brahmanas schließen sich die Aranyakas („Waldtexte“) an. Es handelt sich dabei um Ritualtexte für die orthodoxen Brahmanen, die sich in die Waldeinsamkeit zurückgezogen hatten. Sie waren Wegbereiter der Upanishaden, vertraulicher philosophischer Deutungen, die nur für einen engen Kreis von Schülern gedacht waren, die sich so „nahe niedersetzen“ (upa-ni-shad), dass es kein Unberufener hört. Die mythisch-allegorische Ausdeutung des Opfers wird in den asketischen Kreisen höher bewertet als die Durchführung des Rituals. Wenn in Indien vom Veda die Rede ist, sind vor allem die Upanishaden gemeint, die man auch als das „Ende des Veda“ (Vedanta) bezeichnet. Damit vollzieht sich ein Wandel, der sich religionshistorisch in zwei neuen Lehren zeigt: In der Lehre von Brahman und Atman und in der Wiedergeburtslehre.
Brahma stellt das Prinzip der Schöpfung dar. Es ist das Eine, aus dem alles hervorgegangen ist: „Das Brahman ist jenes Bleibende, das hinter dem gesprochenen Wort liegt, das Unsichtbare, Unhörbare, nicht Tastbare, aber eigentlich Wirksame, das allem Dasein zugrunde liegt.“ Daneben bezeichnet Atman das individuelle Selbst, die unzerstörbare, ewige Essenz des Geistes. Es sei ständig existent und nie von der kosmischen Kraft, dem Brahman, getrennt, es verändere sich nicht. Als Ziel des Lebens gilt es hier, die Einheit von Atman und Brahman zu erkennen. Dazu dient der Weg der Meditation, des Yoga und der existentiellen Erkenntnis. Religionsgeschichtlich fand ein Systemwechsel statt. An Stelle des Polytheismus trat der Monismus. Die entmachteten Götter wurden dem Brahman als dem herrschenden Prinzip untergeordnet.
Ein weiteres wichtiges Thema der Unpanishaden ist die Wiedergeburtslehre (Sanskrit: punarbhava = beständiges Werden) und die Lehre von den Tatenfolgen (Karma). Der Atman, die unsterbliche Seele, verkörpert sich nach dem Tod des Körpers wieder. Nach der Karmalehre ist die Qualität des künftigen Leibes und der künftigen Erfahrungen vorgeprägt durch die früheren Handlungen. Als wichtigste Errungenschaft wurde damit das Problem der Theodizee (in etwa „Gerechtigkeit Gottes“) gelöst. Die Ungerechtigkeit der Welt stammt nicht von einem ungerechten Gott, sondern jeder hat sein Schicksal selber verursacht.
Als Gegensatz zum monistischen Denken etablierten sich auch erste Ansätze monotheistischen Denkens. Es gab also eine Alternative zum gestaltlosen (arūpa), eigenschaftslosen (nirguna) und unerkennbaren (acintya) Brahman in der Form eines personalen Gottes mit Eigenschaften (saguna). Die Personifizierung dieser nicht greifbaren Macht vollzog sich sprachlich lediglich durch die Verschiebung des Akzentes von der ersten Silbe (bráhman) auf die zweite (brahmán) und durch den dadurch entstehenden Genuswechsel. Inhaltlich war der Wunsch nach einem omnipotenten Schöpfergott, der über ein klar benennbares Bewusstsein und eine definierte äußere Form verfügen musste, ausschlaggebend.
Da der Veda jedoch nichts über eine Gottheit mit dem Namen Brahmā überlieferte, musste dieser nun mit bereits bestehenden und durch den Veda belegten Gottheiten identifiziert werden. Hierfür bot sich ein bis dato namenloser Gott mit dem Titel „Herr der Geschöpfe“ (Prajāpati) an, der fortan Brahmā zugeordnet wurde. Weitere Legitimation erfuhr die neu erschaffene Gottheit Brahmā durch die Assoziation mit der bereits bekannten Vorstellung eines goldenen und unvergänglichen Embryos (hiranyagarbha), welcher über Leben und Tod herrschte und gegenüber anderen Gottheiten weisungsbefugt war. Ferner galt diese Gottheit als Schöpfer der Erde und des Himmels. Diese personifizierte Schöpfergottheit findet im Rigveda vor allem unter den Namen Prajāpati und Purusha, in späterer Zeit unter den Namen Bhagavān oder Īshvara Erwähnung.

### Asketischer Reformismus (500–200 v. Chr.)

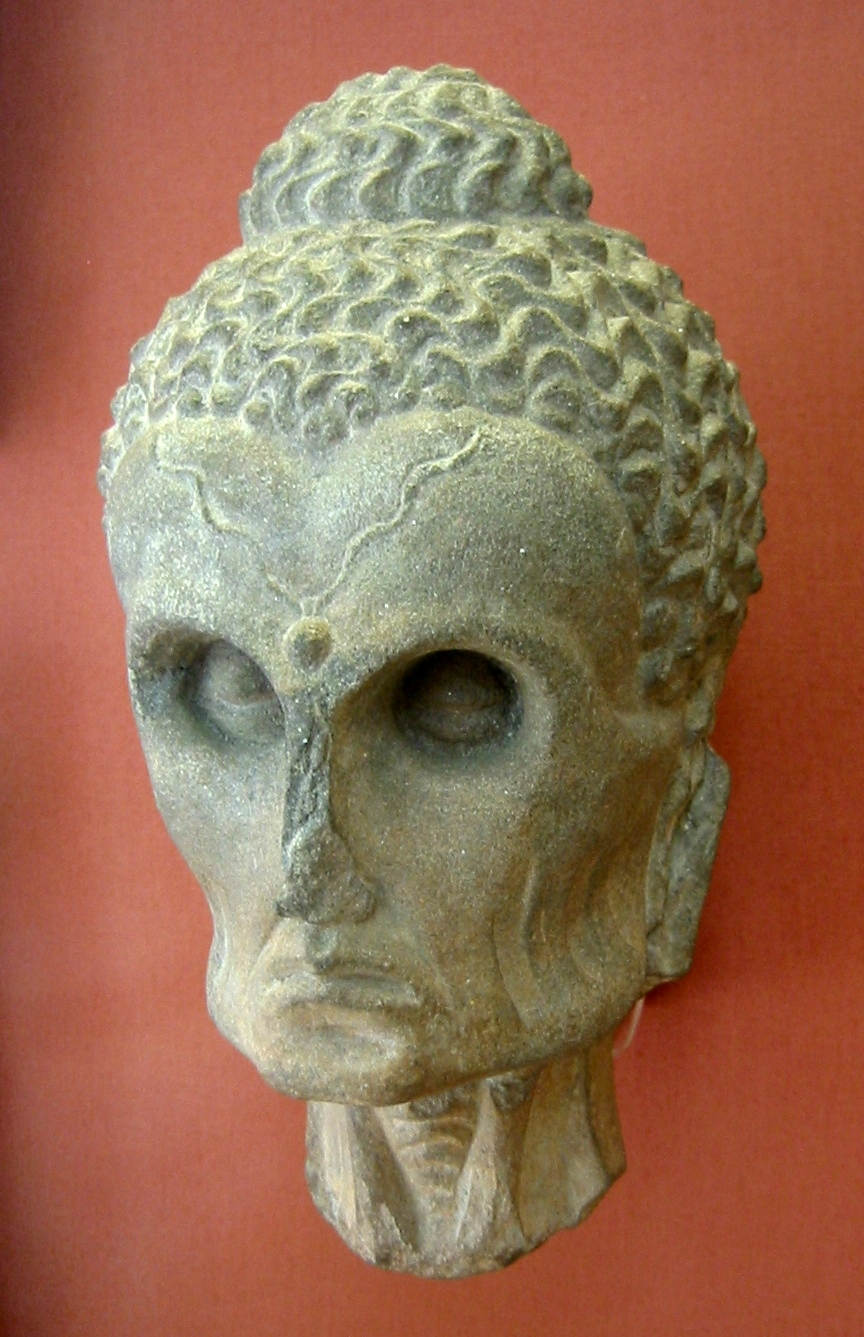
Buddha als Asket. Skulptur des 2./3. Jahrhunderts, British Museum

Seit dem 5. Jahrhundert v. Chr., der Zeit der Städteentwicklung, des Stadtkönigtums und Stadtadels, nutzten verschiedene Bewegungen die Schwächung der vedischen Opferreligion. Zwar hielten die Brahmanen weiterhin das Monopol auf das Opfer als Heilsweg, aber vor allem der durch den Handel bedingte wirtschaftliche und gesellschaftliche Wandel ermöglichte mehr Individualismus. Die bislang schwelende Kritik am brahmanischen Opferwesen nahm zu. Asketische Reformbewegungen suchten nach einer Möglichkeit, dem ewigen Kreislauf der Geburten zu entrinnen. Man entwarf mönchische Lebensformen, in denen Reinheit, Bedürfnislosigkeit, Gewaltlosigkeit und Meditation geübt wurden. Die Abkehr von der Welt galt als Voraussetzung der Selbstbefreiung.
Zwei dieser Mönchsbewegungen konnten sich auf Dauer durchsetzen: der Jainismus und der Buddhismus. Beide waren Reformbewegungen, die vom Kriegerstand im östlichen Gangestal (Bihar) ausgingen, wo die Fürsten größtenteils nicht-arischer Herkunft waren. Von den Lehren der Upanishaden waren die Wiedergeburts- und Karmalehre die einzigen, die übernommen wurden. Der Buddhismus war von Indien bis nach Zentralasien lange Zeit die zumindest politisch favorisierte Religion. Der Brahmanismus und der Volkshinduismus lebten jedoch weiter.
Nachdem Alexander der Große 327 bis ins Industal vorgedrungen war, hatten die vielen nordindischen Königtümer griechische oder skythische Oberherren anzuerkennen. Es bildeten sich synkretische Kulturen: „Die hindu-religiöse Fähigkeit zur Anpassung und Vereinnahmung fremdreligiöser Einflüsse hat sich wohl in dieser Zeit und im Kontakt mit diesen mannigfaltigen äußeren Kulturen herausgebildet.“

### Klassischer Hinduismus

#### Vorklassischer Hinduismus (200 v. Chr.–300 n. Chr.)
Der vorklassische Hinduismus beginnt mit dem Zusammenbruch des Maurya-Reichs und geht bis zum Beginn des Gupta-Reichs. In dieser Umbruchsphase gehen viele Elemente der vedischen Religion verloren. Dass sich die Hinduisierung weiterer Religionen ohne kriegerische Mittel vollziehen konnte, kann als welthistorische Leistung Indiens angesehen werden.
Der frühe Hinduismus beruht aber nicht nur auf Akkulturation oder asketischen Reformbewegungen, sondern auch auf Restauration. Möglicherweise durch religiöse Orientierungsverluste begründet, besann man sich auf alte Traditionen und begann das brahmanische Erbe zusammenzutragen. Eine religiöse Eigenständigkeit konnte auch durch das Sanskrit bewahrt werden, das man an den Höfen wiederbelebte.
Brahmanische Priester erklärten lokale Gottheiten zu Erscheinungsformen ihrer jeweiligen Hochgottheit und nahmen sie so in das hinduistische Pantheon auf. Daneben gab es einen Niedergang der vedischen Götter und einen Aufstieg von Gottheiten, die im Veda nicht oder nur kaum Erwähnung finden, besonders Shiva und Vishnu, beziehungsweise ihre Erscheinungsformen.

#### Blütezeit (300–650)

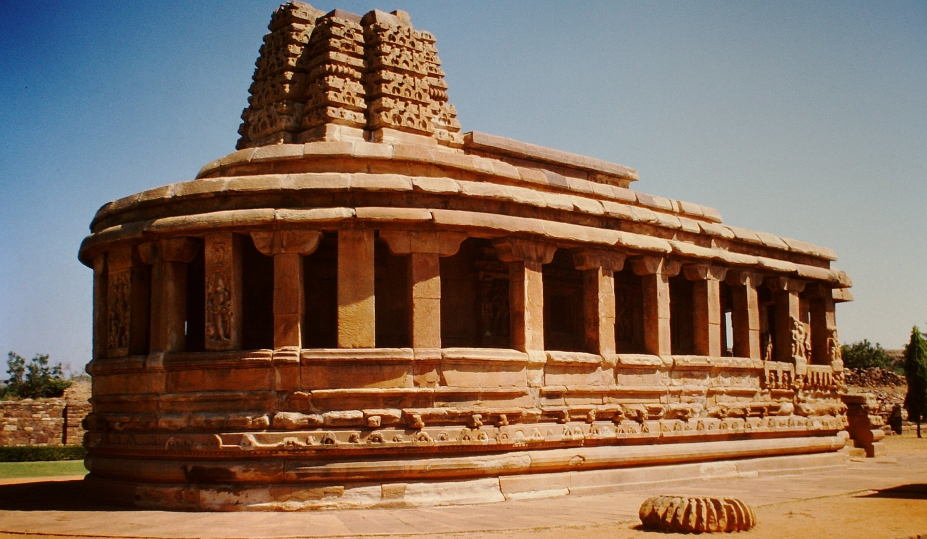
Durga-Tempel in Aihole mit Shikhara-Aufbau

Mit dem Beginn der Gupta-Herrschaft kommt der klassische Hinduismus zu einer Blütezeit, der erst mit dem Zusammenbruch des Harsha-Reichs einen Einbruch erleidet.
Die Brahmanen gewinnen zunehmend an Macht und Wohlstand, demgegenüber erfolgt eine Abwertung von Shudras und Frauen. Kinderverheiratung wird üblich, ebenso Witwenverbrennung und das Verbot der Wiederverheiratung. Es setzte sich das Verbot der Rinderschlachtung durch. Als Ausdruck des feudalen Systems entstanden erste Hindutempel, beispielsweise der Durga-Tempel in Aihole. Diese hatten spitze Türme (Shikhara) als kultische Zentren, in denen eine Hochgottheit im Sanktuarium und andere Gottheiten in den Nischen, Türen oder kleineren Nebenbauten verehrt wurden. Als Folge kamen Wallfahrten auf, denn die monumentalen Bauten zogen das Volk an. Außerdem entstand in dieser Zeit der hinduistische Götterdienst (Puja), der altindische Bewirtungsformen von hochstehenden Gästen mit höfischem Zeremoniell verbindet.

#### Spätzeit (650–1100)

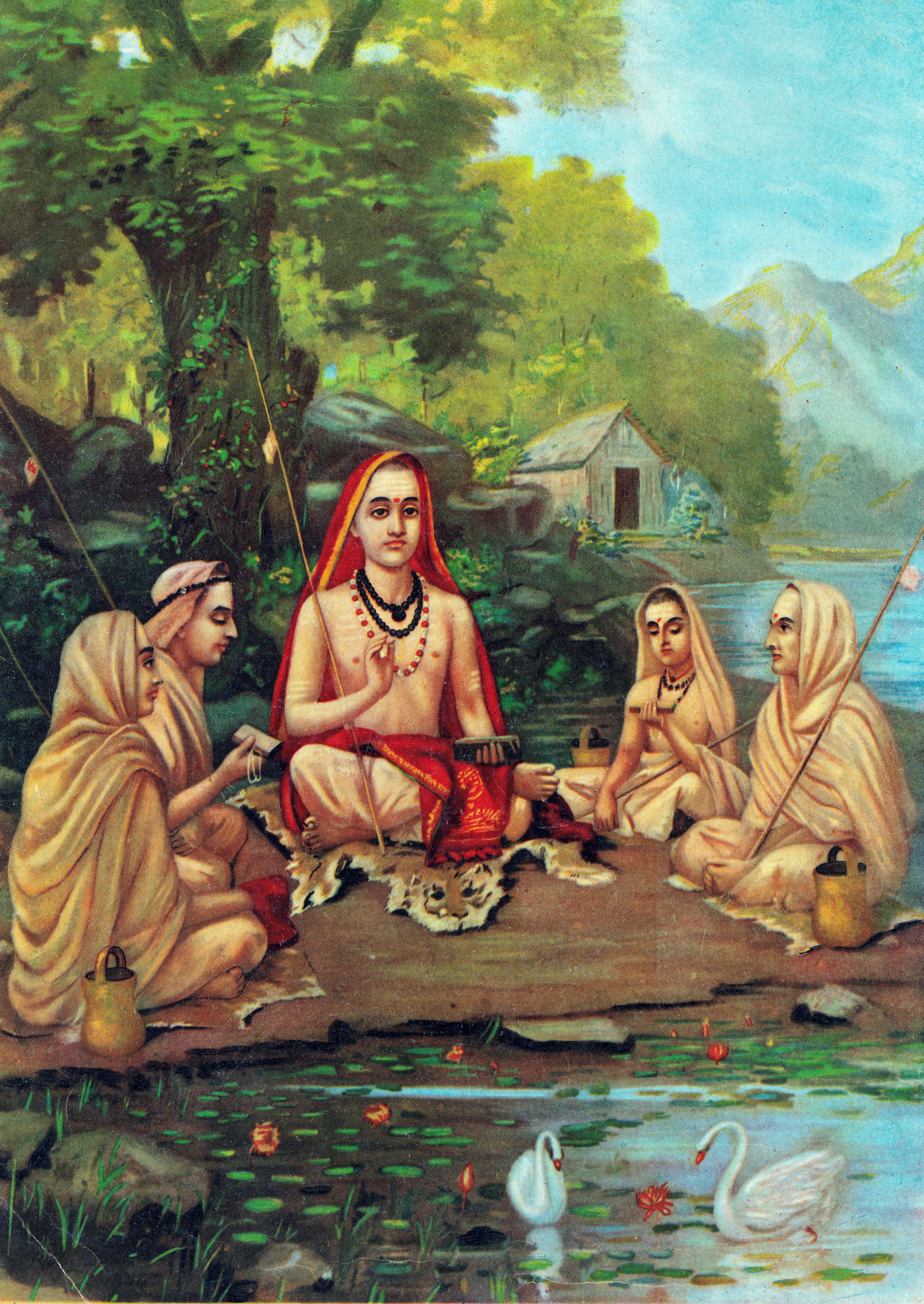
Shankara mit Schülern (Gemälde von Raja Ravi Varma, 1904)

Mit dem Zusammenbruch des Harsha-Reiches entstand eine politische Situation, die dem europäischen Feudalismus ähnlich war. Kleinere Königtümer, die sich bekämpften oder lose verbunden waren, waren auf den Schutz der größeren Königtümer angewiesen. Der Zerfall der Großreiche führte auch in der Religion zu Regionalisierung und Rivalität. Lokale Kulte und Regionalsprachen wurden aufgewertet, der brahmanisch-ritualistische Hinduismus bekam wieder einmal Gegenwind. Es zeigte sich eine Bevorzugung von lokalen Göttern, die zu Erscheinungsformen Vishnus und Shivas erklärt wurden. Daneben wurden ebenso Götter-Helden wie Parashurama und Krishna Vasudeva zu Erscheinungsformen Vishnus erklärt. In dieser Spätzeit des klassischen Hinduismus reifen typisch hinduistische Richtungen wie Shivaismus, Vishnuismus, Bhakti und der Tantrismus. Hinzu kamen ländliche, devotionale Bewegungen und vereinzelt schon nicht- oder anti-brahmanische Stiftungsreligionen.
Besonderen Einfluss hatte der Wanderasket Shankara (ca. 788–820). Dieser entwickelte die Philosophie des Advaita Vedanta weiter, ein monistisches System, das die Welt auf ein einziges Prinzip zurückführt und predigte damit gegen brahmanischen Ritualismus und Buddhismus. Er begründete verschiedene asketische Gruppierungen. Die bis in die Gegenwart existierenden Shankaracharya-Orden gehen auf Shankaras vier wichtigste Schüler zurück.

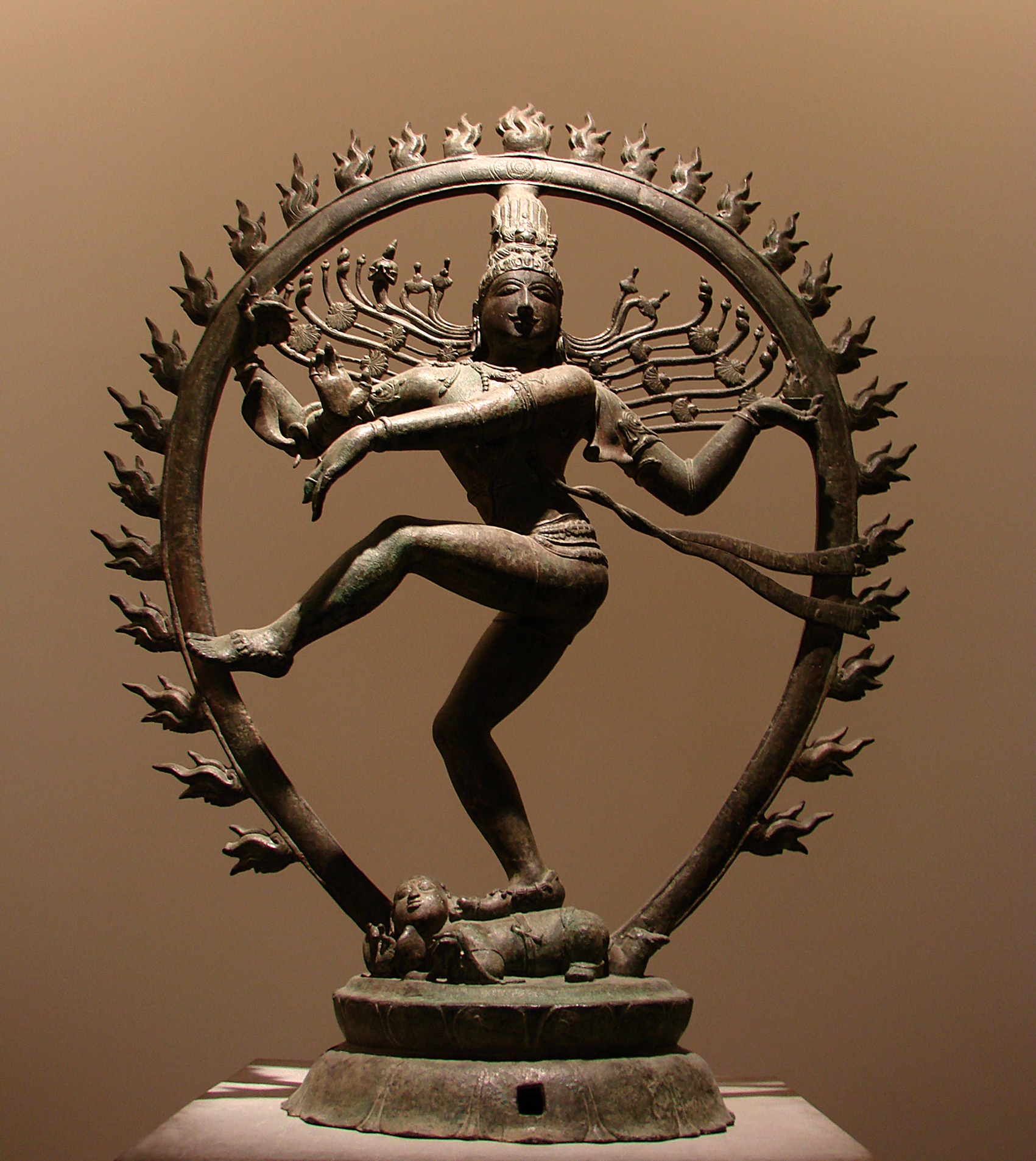
Shiva als Nataraja, tanzend auf dem Apasmara (Chola, 11. Jahrhundert)
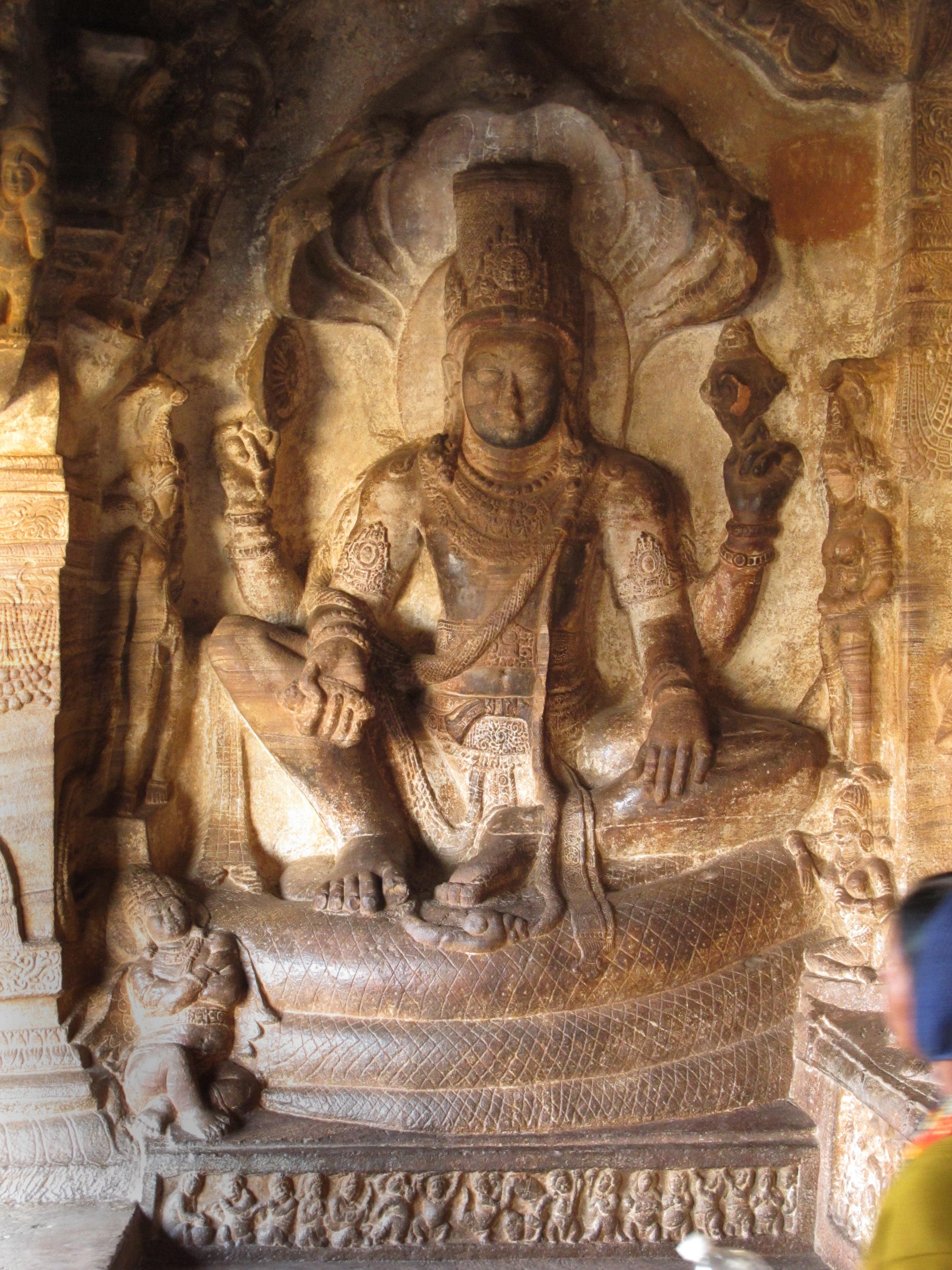
Vishnu sitzend auf der Ananta-Schlange, 6. Jahrhundert, Badami, Höhle 3
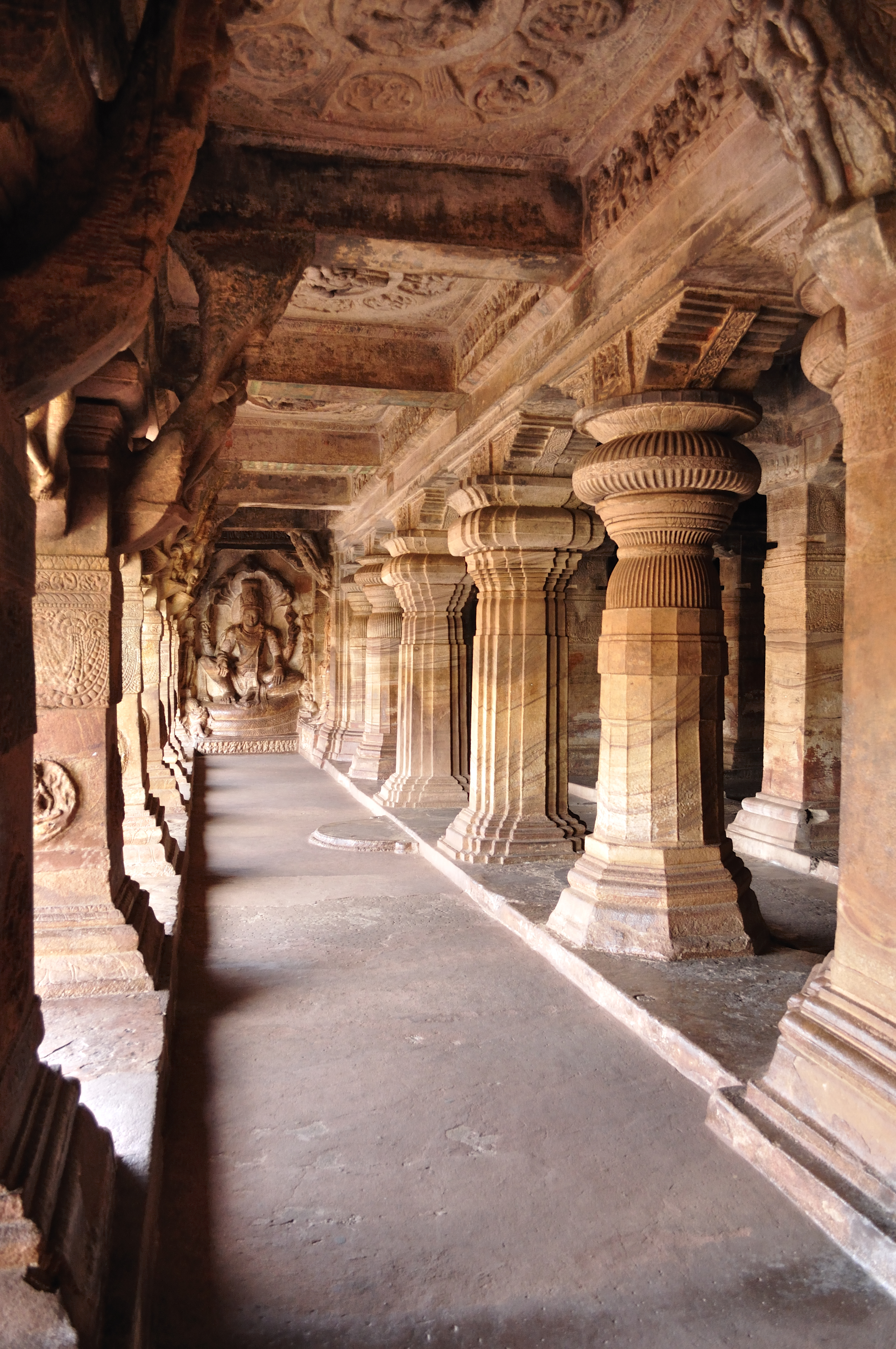
Höhle III von Badami

### Islamische Ausbreitung und Sekten-Hinduismus (1100–1850)

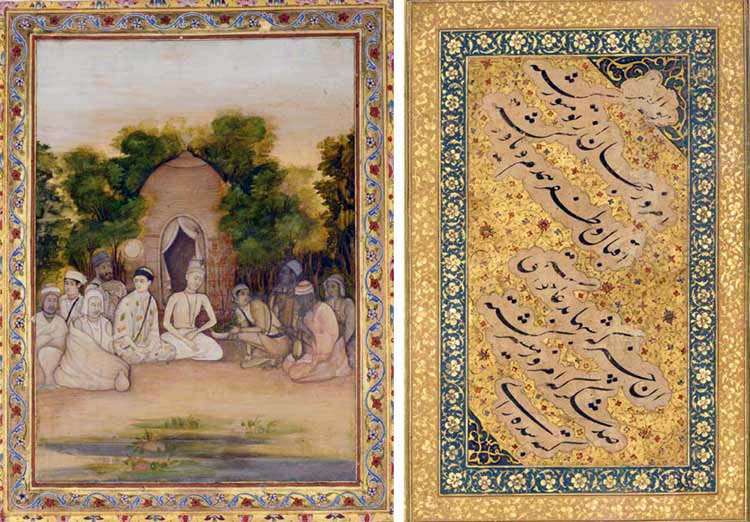
Besonders in Nordindien gibt es eine enge Verbindung zwischen dem Sufismus und der Nirguna-Bhakti

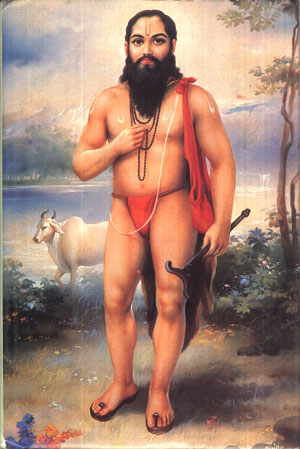
Samartha Ramdas (1608–1682) dessen Hauptanliegen die Verbreitung des Hinduismus in Indien war

Diese Epoche steht unter dem Einfluss von Islam und später Christentum. Im Unterschied zu innerindischen Religionen wurden diese monotheistischen Religionen weniger durch die Hindu-Religionen vereinnahmt. Zwar gab es zahlreiche Vermischungen, aber die Fremdreligionen blieben fremde Religionen, vermutlich weil diese das Kastensystem nicht tolerierten und sich aufgrund ihrer politischen und ökonomischen Überlegenheit eigene religiöse Strukturen besser behaupten konnten.
Seit der Eroberung des Sindh durch muslimische Heere im Jahr 711 gibt es eine Präsenz des Islams auf dem indischen Subkontinent. Diese stagnierte territorial zunächst, erweiterte sich jedoch unter der Dynastie der Ghaznawiden Ende des 11. Jahrhunderts bis in den Punjab und führte unter dem Einfluss der Ghuriden und des frühen Delhi-Sultanats zur Oberherrschaft über weite Teile Nordindiens. Es ist irreführend, in diesem Zusammenhang von einer Invasion des indischen Subkontinents zu sprechen, da diese Bezeichnung ein Konstrukt auf der Grundlage des kolonialen britischen Herrschaftsgebietes im 19. Jahrhundert ist und die territoriale Weltwahrnehmung im vorkolonialen Zeitalter eine grundlegend andere war. Seit Jahrhunderten gab es einen etablierten Kontakt des Industals und der Gangesebene mit den Regionen Afghanistans (ein frühes Zentrum des Buddhismus) und Zentralasiens (vgl. die Kuschana-Dynastie).
Darüber hinaus muss die Einseitigkeit der vorherrschenden (muslimischen und hinduistischen) Geschichtswerke der damaligen Zeit in Betracht gezogen werden, die im Wesentlichen den Herrschaftsinteressen der verschiedenen Machthaber verpflichtet waren und in denen in der Regel eine tiefe und unversöhnliche Feindschaft zwischen Muslimen und Hindus dokumentiert ist. Zum einen verliefen die Rivalitäten nicht allein entlang religiöser Linien; die verschiedenen hinduistischen Herrscher der Zeit vor der islamischen Eroberung waren zum Teil tief verfeindet und überzogen sich mit Kriegen, und die Plünderungen muslimischer Heere in Nordindien richteten sich mitunter auch gegen als häretisch angesehene Muslime (z. B. Schiiten). Zum anderen ist die Plünderung hinduistischer Tempel durch muslimische Herrscher nicht vorrangig als Akt religiöser Unterdrückung zu sehen, sondern eher als politische Maßnahme der Zerstörung der zentralen Trägerorte des jeweiligen Herrscherkultes und somit der ideologischen Fundierung der königlich-hinduistischen Macht. Dadurch wird die Brutalität und Rücksichtslosigkeit der entsprechenden Aktionen nicht gemindert, es wird jedoch vermieden, dieses Geschehen in den Kontext heutiger explizit religiöser Konflikte zwischen Hindus und Muslimen zu stellen und dies so zu verzerren.
Über die konkreten tagespolitischen Konflikte hinaus hatte die muslimische Präsenz in Nordindien (längerfristig) einen wesentlichen Einfluss auf die dortigen regionalen Kulturen in vielen Gebieten (z. B. der Architektur, der Literatur und der bildenden Kunst, der Staatstheorie und Verwaltung, aber auch auf religiösem Gebiet). Der Einfluss des Sufismus spielte eine wesentliche Rolle in der Bildung lokaler religiöser Identitäten im Punjab und anderen Regionen Nord- und Westindiens, nicht nur unter Muslimen. Es kam zur Herausbildung verschiedenster Mischformen religiöser Praktiken, insbesondere im Umfeld der Gräber von Sufi-Heiligen. Die Verschmelzung der religiösen Lebenswelten führte so weit, dass dem von der britischen Kolonialregierung durchgeführten Zensus aus dem Jahr 1911 für die Region Gujarat die Zahl von ca. 200.000 Mohammedan Hindus (also muslimischen Hindus) zu entnehmen ist. Im Punjab entstand ab dem Beginn des 16. Jahrhunderts zudem der Sikhismus.
Die Herrschaft der Moguln im 16. und 17. Jahrhundert vertiefte den islamischen Einfluss auf die hinduistischen Gesellschaften Nordindiens. Obwohl die verschiedenen Herrscher in unterschiedlichem Maße den Ratschlägen ihrer orthodoxen islamischen Eliten folgten und zuweilen mit Gewalt gegen hinduistische Tempel vorgingen, zeugt doch die Präsenz einer Vielzahl von hinduistischen Verwaltungsbeamten und Heerführern am Mogulhof sowie die zuweilen massive Dominanz von hinduistischen Überseehändlern insbesondere in Gujarat von einem weitgehend friedlichen Zusammenleben von Muslimen und Hindus in Indien in der Epoche muslimischer Herrschaft auf dem Subkontinent.
Als Gegenreaktion auf die islamische Vormacht und auch in Fortsetzung der vorherigen Regionalisierungen bildeten sich in den Hindu-Religionen zwei Neuerungen heraus: die Sekten und die Historisierung als Vorläufer des späteren Nationalismus. Die Sekten waren Gefolgschaften mit charismatischen Führern oder Dichterheiligen ohne organisierten Anhang (zum Beispiel Tulsidas und Chaitanya). Sie verfassten hingebungsvolle Werke. Daneben predigten Sektenführer wie Tukaram und Samartha Ramdas Ideen, die das Hindutum und die Vergangenheit verherrlichten. Vielleicht stellt die devotionalistische Verinnerlichung der Religiosität eine Reaktion auf äußere Bedrängungen vor. Auch die Brahmanen verfassten zunehmend historisierende Texte oder entwickelten eine rückbesinnliche Sammelleidenschaft, indem sie umfangreiche Zutatensammlungen zu vielen Themen kompilierten.
Der Niedergang des Mogulreiches fiel mit der Ankunft der East India Company zusammen, die den Hinduismus mit christlichem und abendländischem Gedankengut konfrontierte.

### Moderner Hinduismus (ab 1850)

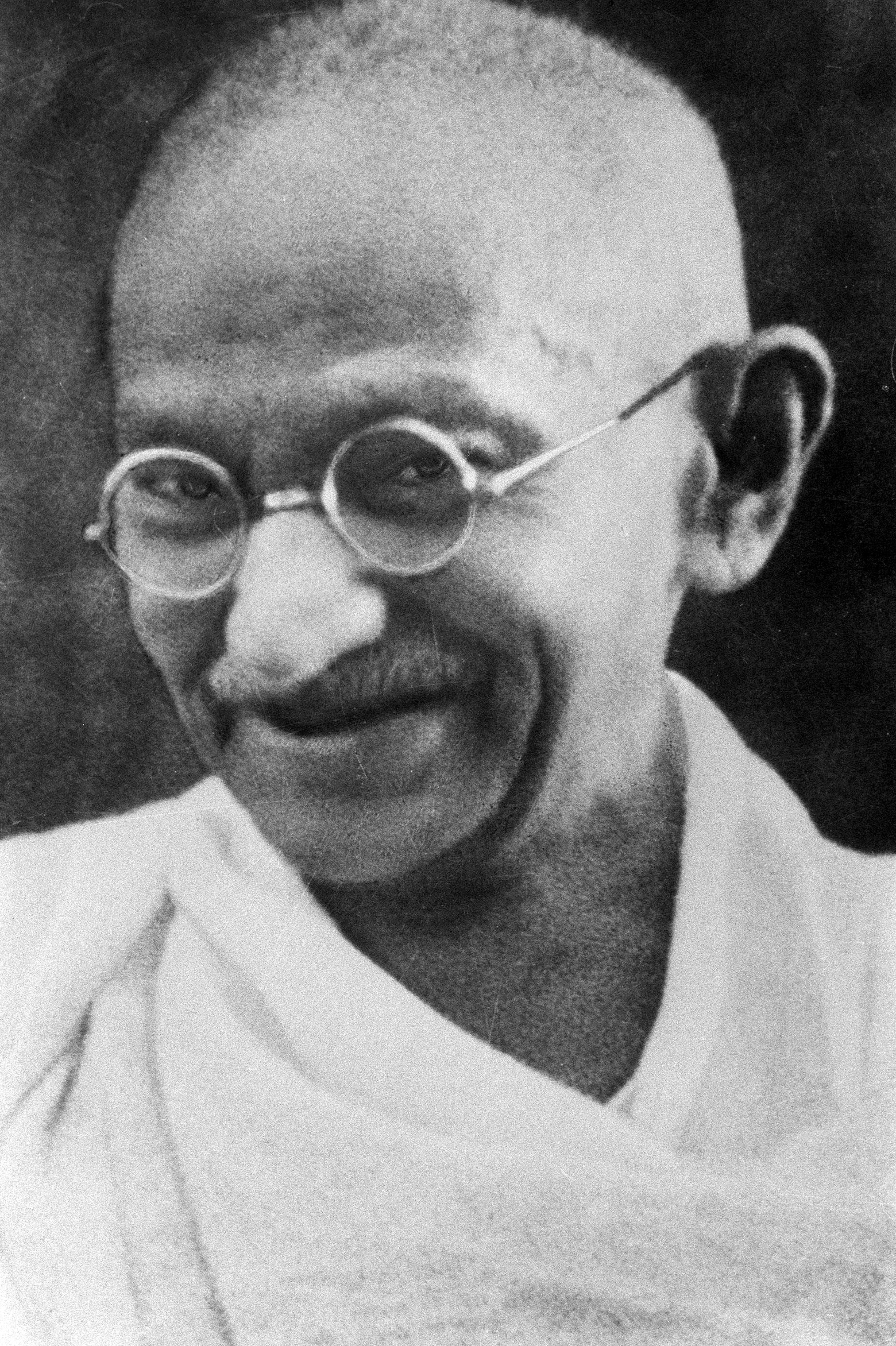
Mahatma Gandhi, politischer und geistiger Anführer der indischen Unabhängigkeitsbewegung

Im 19. Jahrhundert entstanden in Indien verschiedene religiös-soziale Reformbewegungen, die aus der Begegnung Indiens mit Europa und der Industrialisierung hervorgingen und meist „Neohinduismus“ genannt werden.
Die Briten verfolgten zunächst die Strategie, sich aus religiösen Streitfragen herauszuhalten. Zu Konflikten über religiöse Fragen kam es erst, als man in London forderte, gegen Missstände wie Witwenverbrennung und Kinderverheiratung vorzugehen, wodurch in Indien Minderwertigkeitsgefühle gegenüber der britischen Kolonialmacht wuchsen. So entzündete sich der indische Aufstand von 1857 an einer religiösen Frage: Als Auslöser des Aufstands gilt gemeinhin die Einführung des Enfield-Gewehres, dessen Papierpatronen nach einem unter britisch-indischen Streitkräften weit verbreiteten Gerücht mit einer Mischung aus Rindertalg und Schweineschmalz behandelt waren. Da die Patronen vor dem Einsatz aufgebissen werden mussten, stellte ihre Verwendung für gläubige Hindus wie Moslems einen Verstoß gegen ihre religiösen Pflichten dar.
Nach dem Vorbild der christlichen Mission gründete Swami Vivekananda 1897 die Ramakrishna-Mission, mit dem Ziel, die Lehre des Vedanta, den er als Vollendung der Religionen betrachtete, auf der ganzen Welt zu verbreiten. Sein Lehrer Ramakrishna vertrat die Ansicht, alle Religionen der Welt verkündeten dieselbe Wahrheit, die Vielfalt der Religionen sei lediglich Schein (Maya). Die Rede Vivekanandas vor dem Weltparlament der Religionen 1893 in Chicago, in der er erstmals den Hinduismus als Universalreligion vorstellte, war die erste Gelegenheit, bei der sich der Hinduismus außerhalb Indiens präsentierte.

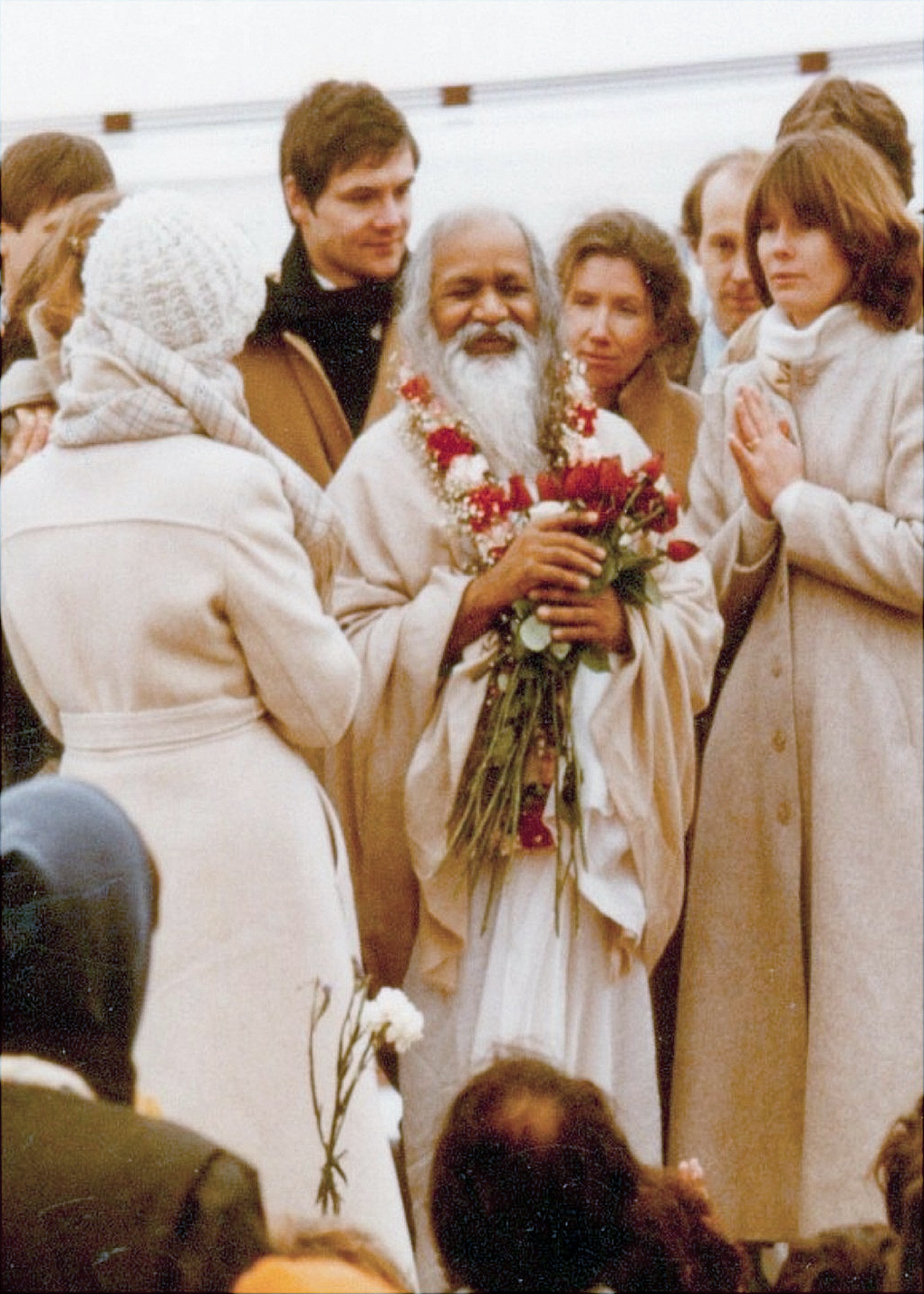
Maharishi Mahesh Yogi zu Besuch in den USA 1979

In indischen Intellektuellenkreisen bildeten sich ethische Reformbewegungen, die das Kastensystem und die Tradition der Witwenverbrennung verurteilten und eine Demokratisierung der Hindu-Religionen ohne priesterliche Dominanz der Brahmanen anstrebten. Im Zuge dieser Entwicklung begannen Hindus sich als Einheit aufzufassen. Von Anfang an war der Neohinduismus mit den Unabhängigkeitsbestrebungen verbunden. Beispiele dafür sind die neohinduistischen Reformbewegungen von Brahmo Samaj (gegründet 1828), Ramakrishna (1836–1886), Sri Aurobindo (1872–1950), der Theosophischen Gesellschaft (gegründet 1875) und Mahatma Gandhi (1869–1948). Demgegenüber betonten Vertreter des Arya Samaj (gegründet 1875) einen „vedischen“, von westlichen und islamischen Einflüssen gereinigten Hinduismus.
Die Phase der christlich-hinduistischen Begegnungen wird mit der Unabhängigkeit Indiens (15. August 1947) durch hinduistische Tendenzen abgelöst. Nach Axel Michaels ist noch nicht erkennbar, „welches Etikett diese Phase einmal tragen wird.“ Die Unabhängigkeitsbewegung Indiens unter Mahatma Gandhi mit seinem gewaltfreien Widerstand auf Basis seiner Grundhaltung Satyagraha trug zu einem größeren Interesse an hinduistischen Traditionen in der westlichen Welt bei. Außerdem entstand ein nach Westen orientierter, missionarischer Hinduismus, den Michaels als „Guruismus“ bezeichnet. Zu den bekanntesten Vertretern gehören Jiddu Krishnamurti, Maharishi Mahesh Yogi, Sathya Sai Baba und Bhagwan Shree Rajneesh.

## Mögliche Einteilungen des Hinduismus

### Einteilung in drei Hindu-Religionen nach ritueller Praxis
Die Einteilung des Hinduismus in drei Hindu-Religionen ist eine in Indien selbst getroffene Kategorisierung. Sie entspricht den Unterteilungen ritueller Praktiken in vedische (vaidika), dörflich-volksreligiöse (gramya) und sektarische (agama oder tantra). Hindu-Religionen treten jedoch nicht ungemischt auf und die Inder sehen diese Grenzziehungen nicht als Ausgrenzungen.

#### Brahmanischer Sanskrit-Hinduismus

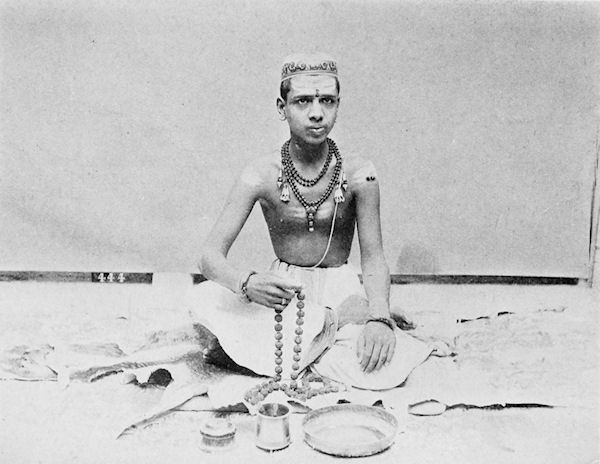
Brahmanischer Priester

Dies ist eine polytheistische, sehr stark ritualistische, brahmanische Priesterreligion mit Berufung auf die Veden als Autorität. Sie ist nahezu in ganz Südasien verbreitet. Im Zentrum stehen großfamiliäre Haus- und Opferrituale. Diese Religion steht im Vordergrund der meisten Abhandlungen über den Hinduismus. Sie erfüllt viele der üblichen Kriterien, die an eine Religion gestellt werden: kanonische Texte (Veda), heilige Sprache (Sanskrit), sichtbare Zugehörigkeit (Heilige Schnur) und einheitliches Priestertum (Brahmanen). Sie ist in vielen Regionen Indiens die dominante Religion, die nicht-brahmanische Bevölkerungsgruppen nachzuahmen trachten.
Die verehrten Hochgötter sind besonders Shiva, Vishnu, Devi, Rama, Krishna und Ganesha oder Erscheinungsformen davon. Unter den Anhängern bestehen viele Gemeinsamkeiten in häuslichen Ritualen (Geburt, Initiation, Heirat, Tod), Pilgerwesen, Festtagen, Gelübden, Ernährung und der Heiligen Kuh. Die meisten Hindus, auch die Brahmanen, praktizieren jedoch mindestens eine weitere Religion aus dem Bereich der Volksreligionen.

#### Hinduistische Volksreligionen

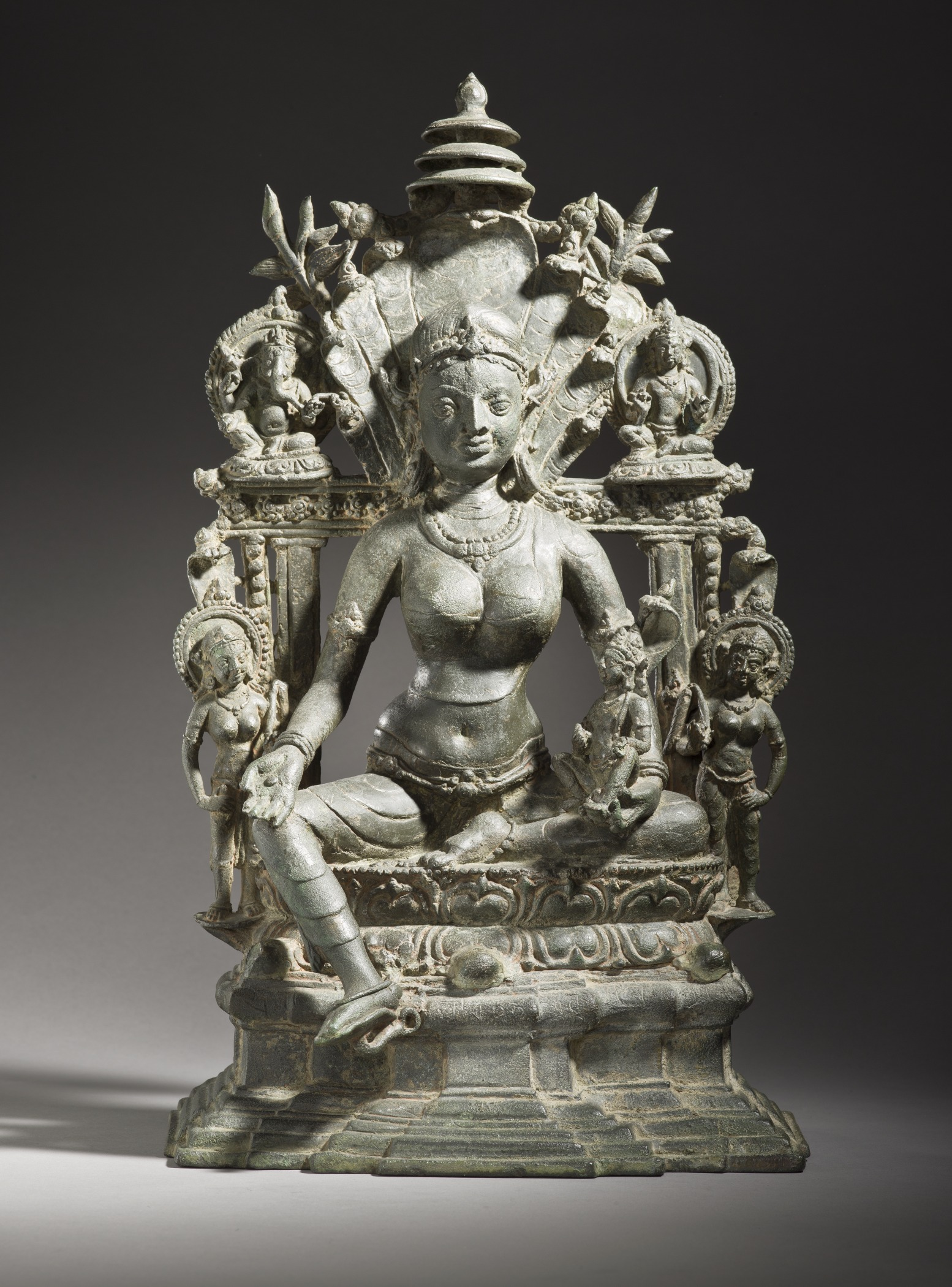
Manasa, eine Volks- und Schlangengöttin, die vor allem in Bengalen verehrt wird

Hinduistische Volks- bzw. Stammesreligionen sind polytheistische, teilweise animistische Religionen mit lokalen, gemeinschaftlichen und kastenübergreifenden Festen und Verehrungsformen sowie oralen Traditionen oder Texten in den Volkssprachen. Diese Religionen haben eigene Priester und meist nur lokal verehrte Gottheiten, einschließlich vergöttlichter Helden und Geister, von denen Menschen besessen werden können. Die Verehrungsformen gelten dem brahmanischen Sanskrit-Hinduismus oft als unrein. Dadurch können Spannungen zwischen Volksreligion und brahmanischem Hinduismus entstehen. Der populäre Hinduismus vermischt jedoch oft Formen des brahmanischen Sanskrit-Hinduismus mit volksreligiösen Elementen.

#### Gestiftete Religionen
Stifterreligionen zeichnen sich durch Religionsstifter aus, die aktiv oder passiv den Anstoß zur Bildung einer neuen Religion gegeben haben sollen. Im Hinduismus sind es oft asketische, antibrahmanische und missionierende Erlösungsreligionen mit monastischen Gemeinschaften und Basistexten der Stifter. Ursprünglich waren auch Buddhismus, Jainismus und Sikhismus solche Stifterreligionen. Diese entfernten sich aber so weit von der Autorität des Veda und den brahmanischen Priestern, dass sie sich als eigene Religionen etablieren konnten.

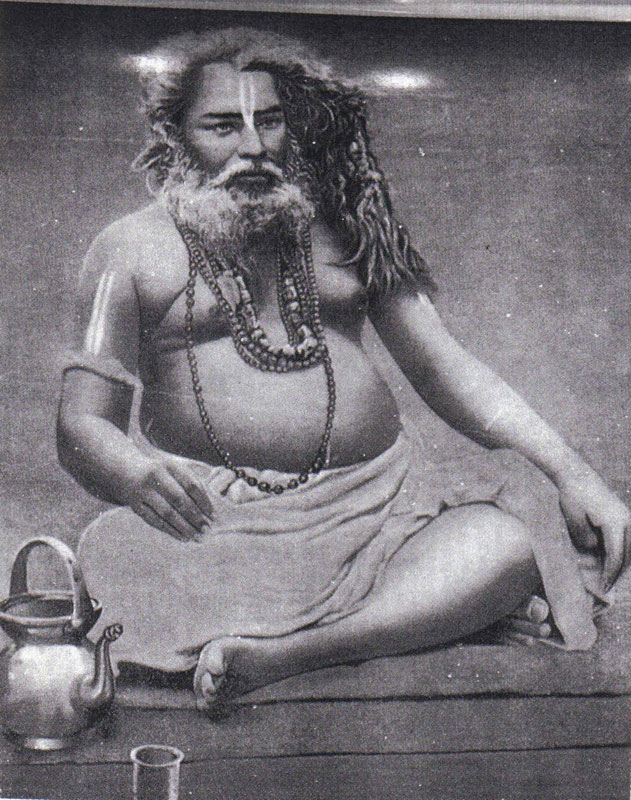
Hinduistischer Guru (Bijoy Krishna Goswami)

Einige Richtungen werden als „Sektenreligionen“ bezeichnet. Das Wort „Sekte“ bezeichnet im Hinduismus jedoch nicht eine abgespaltene oder ausgeschlossene Gemeinschaft. Es steht keine Häresie im Vordergrund. Vielmehr meint es eine organisierte, meist von einem Stifter begründete Tradition mit asketischer Praxis, in der die Gefolgschaft im Zentrum steht. (Siehe auch Hinduistische Orden) Zu den Sektenreligionen zählen beispielsweise:
- Vishnuitisch: Srivaishnava, Pancharatra, Ramanandi, Naga, Tyagi
- Shivaitisch: Dashanami, Natha, Pashupata, Aghori

Eine weitere Richtung innerhalb der gestifteten Religionen sind „synkretische Stifterreligionen“. Dabei vermischen sich verschiedene religiöse Ideen oder Philosophien zu einem neuen System oder Weltbild. Dazu gehören folgende Mischreligionen:
- hindu-muslimische: Sikhismus mit Udasis, Kabirpanthis
- hindu-buddhistische: Newar-Buddhismus
- hindu-christliche: Arya Samaj, Brahmo Samaj, Ramakrishna, Vivekananda, Sri Aurobindo, Theosophische Gesellschaft

„Missionierende Stifterreligionen“ (auch „Guruismus“) sind im Westen verbreitete, von charismatischen Personen (Gurus) begründete Religionsgruppierungen mit überwiegend englischen, esoterischen Schriften der Gurus. Dazu gehören Sathya Sai Baba, A. C. Bhaktivedanta Prabhupada (ISKCON), Prem Rawat, Rajneesh Chandra Mohan (Neo-Sannyas).

### Große und kleine Tradition
Die Einteilung in große und kleine Tradition geht auf zwei Wissenschaftler zurück: Der Soziologe M. N. Srinivas unterschied 1952 zwischen dem „Sanscritic Hinduism“ beziehungsweise „All-India and Peninsular Hinduism“ und dem regionalen und dörflichen Hinduismus. Der Ethnologe Robert Redfield trennte zwei Jahre später zwischen „Great“ und „Little Tradition“. Unter Großer (oder hoher) Tradition versteht man den sanskritischen, brahmanischen, über ganz Südasien verbreiteten Hinduismus, als kleine Traditionen dagegen die Volksreligionen und Sekten.
Allerdings wird diese Unterteilung teilweise nach sehr unterschiedlichen Kriterien vorgenommen: nach Kaste (hochkastiger und niedrigkastiger Hinduismus), Sprache (Sanskrit und Volkssprachen), regionale Verbreitung (Stadt und Dorf beziehungsweise Überregionalität und Regionalität) oder Religion (Hochreligion und Volksreligion beziehungsweise Hochgötter und lokale Götter). Nach Axel Michaels kann aber nur der brahmanische Sansrit-Hinduismus das Prädikat „Große Tradition“ beanspruchen, wenn man damit an geläufige Vorstellungen von einer Hochkultur (einheitliche Texte, Priestertum, Hochgötter) anknüpfen will.

## Hauptrichtungen

### Vishnuismus

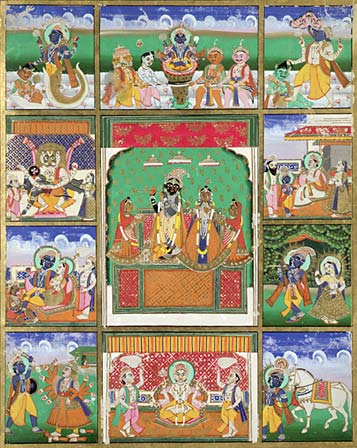
Vishnu mit seinen zehn Avatars

Der Vishnuismus nimmt Vishnu als höchstes Allwesen an, dem alle anderen Götter untergeordnet oder aus dem sie hervorgegangen sind. Im Vishnuismus haben sich mehrere religiöse Strömungen unterschiedlichen Ursprungs vereinigt. Die drei Hauptströmungen sind:
- der Kult des vedischen Gottes Vishnu: Hier wurden vier Gotteskonzepte der Tradition des Yajurveda vereinigt: Vishnu, Narayana, vedischer Purusha und Purusha des Samkhya.
- der Heroenkult des Vasudeva Krishna: Dieser kam im 4. oder 3. Jahrhundert hinzu und stammte aus der epischen Tradition. Die Bhagavad Gita ist das einflussreichste Zeugnis dieser frühen Theologie.
- der Heroenkult des königlichen Helden Rama aus dem Epos Ramayana: Dieser kam als letzter im 2. Jahrhundert n. Chr. hinzu. Rama wurde nun als Inkarnation des Vishnu angesehen.

Rama und Krishna sind nur die bekanntesten Manifestationen des Vishnu. Um den Dharma im Sinne einer gerechten kosmologischen und menschlichen Ordnung zu schützen, inkarniert er sich immer, wenn die Weltordnung (Dharma) ins Schwanken zu geraten droht, auf der Erde. Diese Inkarnationen werden Avataras genannt (siehe Die 10 Avataras). Seit dem 20. Jahrhundert ist es daher nicht ungewöhnlich, dass Anhänger Vishnus auch Jesus Christus verehren, denn in der Bibel, insbesondere im Buch der Offenbarung (Kap. 19), ist von Christus als endzeitlichem Richter die Rede, der auf der Erde erscheint, um die Welt zu richten.
Dem Selbstverständnis nach sind einige vishnuitische Strömungen monotheistisch, da sie Vishnu, den „Einen ohne einen Zweiten“, verehren, beziehungsweise seine Inkarnationen, die Avataras. Jeder der großen Zweige der Vishnuiten (Verehrer Vishnus, Krishnas und Ramas) hat jedoch deutlich verschiedene Theologien ausgebildet. Eine oberste Lehrinstanz gibt es nicht. Im Prinzip triumphiert die Freiheit des Denkens und der religiösen Erfahrung über jede Dogmatik.

#### Vedische Komponenten

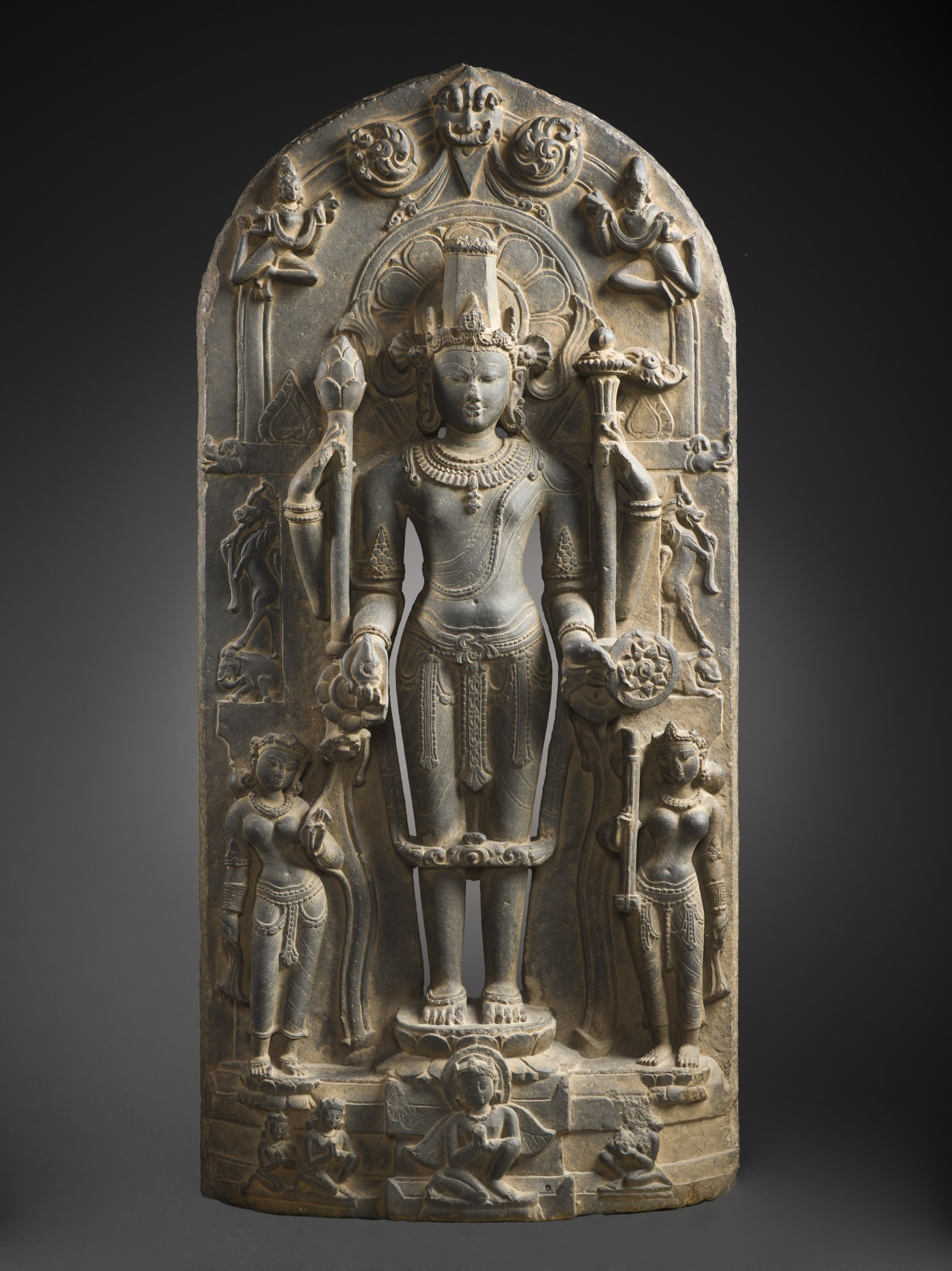
Vishnu-Narayana

Tatsächlich ist Vishnu bereits im Veda der Name eines Gottes, wenn auch eines eher untergeordneten. Im Rigveda erscheint Vishnu vor allem als ein Gott mit kosmischer Bedeutung. Ursprünglich war er wohl ein Gott der Sonne, des Lichtes und der Wärme, der die Zeit in Bewegung setzte, das Universum durchdrang und den Raum ausmaß. Er zählte zu den Adityas, den Söhnen der Göttin Aditi, die teilweise auch als seine Frau galt.
Im Yajurveda (Taittiriya Samhita 2.1.3) und ausführlicher im Shatapatha-Brahmana erfährt man, dass Vishnu ein Zwerg ist. Der Zwerg ist das Opferfeuer, das als winziges Glimmen entsteht und dann zu einer mächtigen Größe aufflammt. Somit wird Vishnu zum gigantischen Riesen, dessen Füße das Opferfeuer und dessen Kopf (oder Auge) die Sonne darstellen. Der Rauch und die Opfergaben, die dieser mit sich führt, folgen der Weltachse bis hinauf zum Himmel, den das Opfer stützt. Die Deutung Vishnus als personifiziertes Opfer, dessen kosmogonische Kraft Himmel und Erde voneinander trennt und Raum für Leben schafft, meint das Opfer in der Gesamtheit seiner rituellen Bezüge.
Vishnu wird mit Purusha gleichgesetzt, der in der berühmten Hymne Rigveda 10.90 das Urindividuum ist, aus dem die Welt und die Varnas (Kasten) entstehen. Zu Beginn des kosmogonischen Prozesses bringt das Opfer (Vishnu) sich selbst zum Opfer, und zwar als Menschenopfer, die höchste Form des Opfers. Er opfert sich selbst (als Purusha = „Mann“) in sich selbst (als dem Opfer). Purusha wird mit tausend Köpfen und tausend Füßen beschrieben.
Vishnu wird auch gleichgesetzt mit dem kosmischen Gott Narayana. Dargestellt wird dieser meist mit vier Armen sowie den Attributen Rad (chakra), Schneckenhorn (shankha), Lotos (padma) und Keule (gada). In einer besonders bekannten Darstellung ruht Narayana, hier mit dem Beinamen Anantashayi, als menschengestaltiger Gott zwischen zwei Weltperioden auf einem Schlangenbett im kosmischen Ozean, dem Milchozean. Auf der Lotosblüte, die aus seinem Nabel entsteht, thront der vierköpfige Brahma, der in seinem Auftrag eine neue Schöpfung hervorbringt. Vishnu-Narayana ist deutlich eine Gottheit aus dem priesterlichen Milieu, die als Opferer wirkende Ursache und als Geopferter materielle Ursache ist.

#### Vāsudeva Krishna

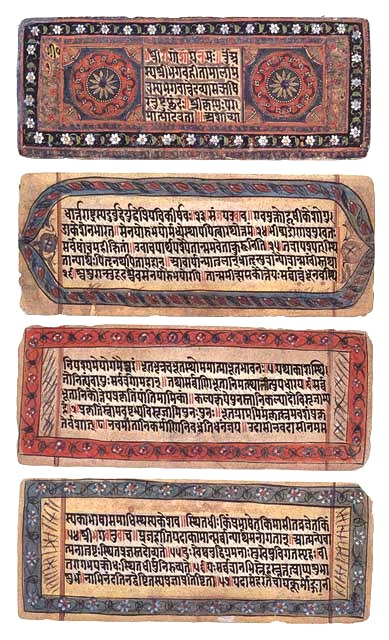
Vier Manuskripte der Bhagavad Gita aus dem 19. Jahrhundert

Spätestens seit Ende des 5. Jahrhunderts v. Chr. wurde in Nordindien Vasudeva Krishna verehrt. Dieser ist aus dem Epos Mahabharata bekannt als vergöttlichter Heros aus dem Stamm der Yadavas. In den älteren Teilen des Epos ist er der Freund und Wagenlenker des Helden Arjuna, in jüngeren Teilen ist er eine menschliche Manifestation der höchsten Gottheit. Bereits im 2. Jahrhundert v. Chr. wird er mit Vishnu identifiziert. Verschiedene Überlieferungs-Traditionen fanden eine Zusammenführung in der Bhagavad Gita (3./2. Jahrhundert v. Chr.), die in das Epos Mahabharata eingefügt wurde und bald so bedeutend wurde, dass man sie auf eine Stufe mit den Upanishaden stellte.

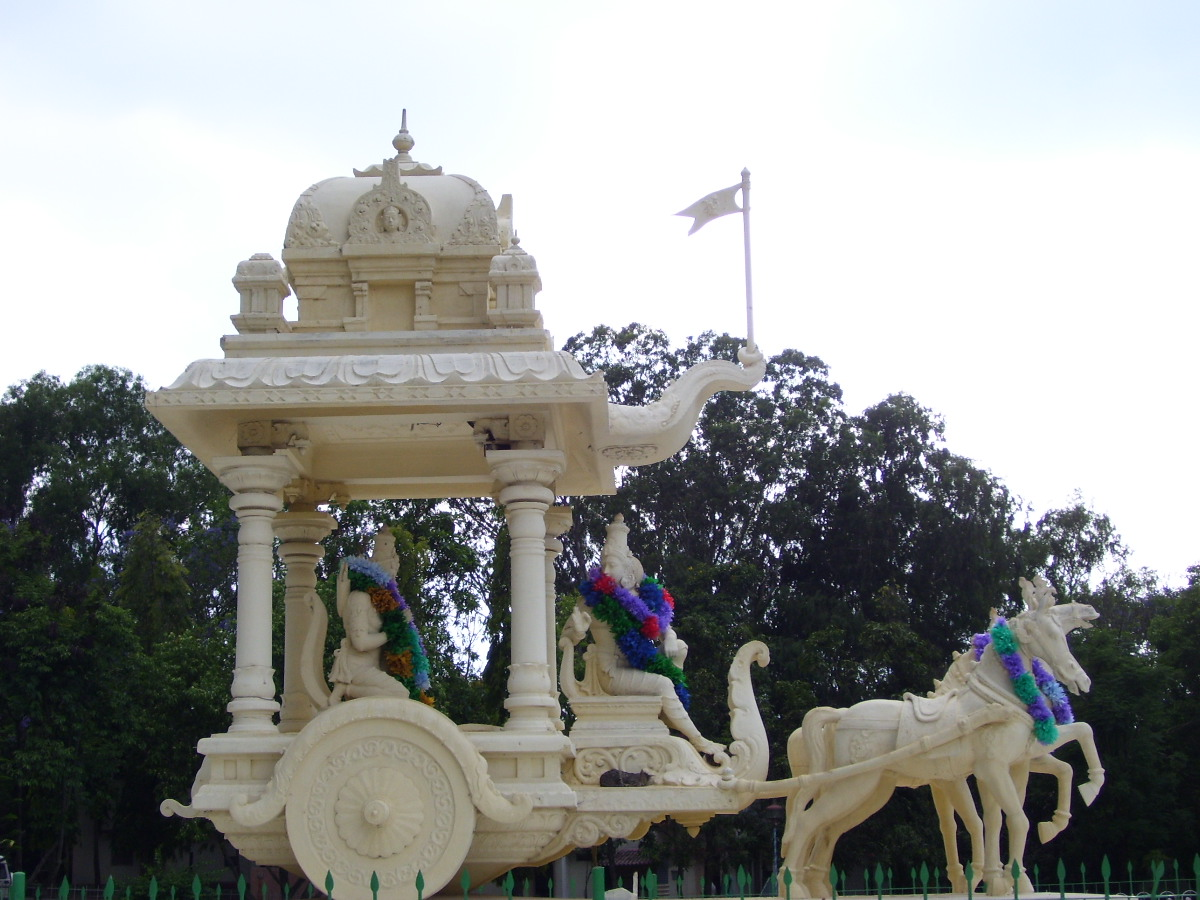
Krishna erteilt Arjuna eine philosophische Unterweisung auf dem mythologischen Schlachtfeld von Kurukshetra.

In der Schlacht von Kurukshetra steht Krishna Arjuna als Freund und Beschützer sowie als geistiger Führer zur Seite. Vor Beginn dieser Schlacht offenbart er sich Arjuna als der Höchste. Als Fürst und Wagenlenker von Arjuna zieht Krishna mit in die Schlacht. Arjuna zögert zu kämpfen, da auf der Gegenseite viele Verwandte stehen. Krishna belehrt ihn über seine Pflicht, Dharma, als Krieger Kshatriya zu kämpfen sowie über die Unsterblichkeit der Seele Atman. Der Mensch Krishna ist nach diesem Text der höchste Gott, der auch allein die Wünsche erfüllt, welche an die Götter gerichtet werden.
Der Harivamsha ist ein Nachtrag zum Epos, der Krishnas historischen Stammbaum und seine Lebensgeschichte enthält. Das Thema wird im Vishnupurana weiter vertieft und findet seine endgültige Form im Bhagvata Purana (ca. 10. Jahrhundert). Im Bhagvat Gita war der Krishna noch eine übermächtige Lehrgestalt, die sich dem Arjuna als Lehrgestalt offenbart. Der Anblick ist aber so überwältigend, dass Arjuna sie anfleht, wieder die vertraute menschliche, wenn auch vierarmige Gestalt als freundlicher Gott anzunehmen (Gita 11.9–51). Im Harivamsha tritt bereits eine veränderte Beziehung zwischen Gottheit und Mensch auf. Der jugendliche Krishna weckt die Liebe und strahlt das Glück aus.
Der Krishnakult behielt stets eine gewisse Eigenständigkeit vor dem Kult des großen Vishnutempel. Besondere Merkmale sind Gesang und Tanz, die Erzählung von Mythen und Legenden und das häusliche Ritual. Obwohl sich die Verehrer Krishnas weiterhin als Vishnuiten bezeichnen, hat sich die alte monotheistische Krishnaverehrung weitestgehend von den Vishnu-Religionen entfernt. Besonders in Nordindien ist die Verehrung Krishnas zur dominanten Religion geworden.

#### Ramabhakti

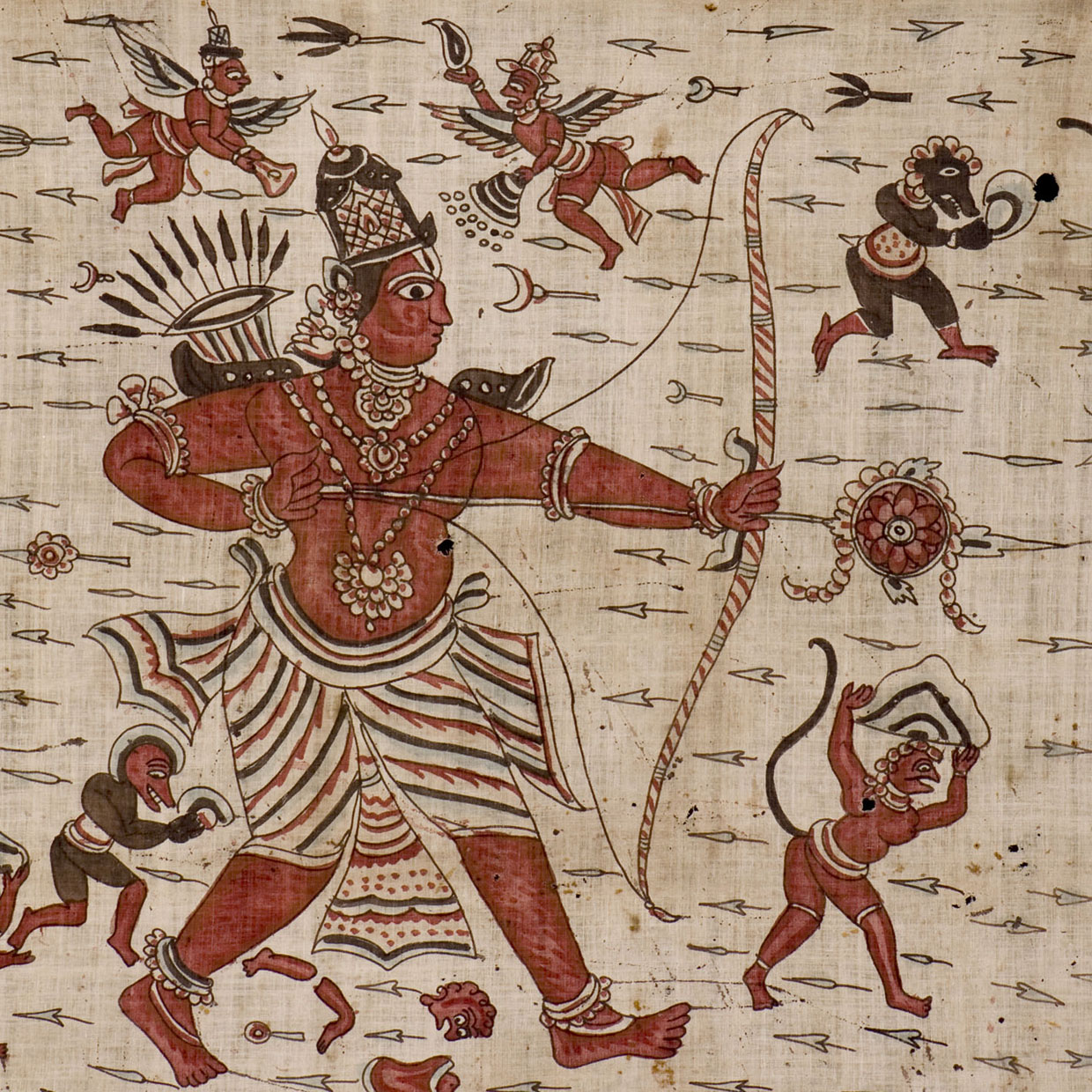
Szene aus der Ramayana (18. Jh.)

Neben dem Mahabharata ist das dem Dichter Valmiki zugeschriebene Ramayana das zweite indische Nationalepos. Es dürfte im 2. Jahrhundert n. Chr. seine bekannte Form erreicht haben, als die Sage um das erste und letzte Buch ergänzt wurde. Nur in diesen beiden Büchern wird Rama als göttliches Wesen, als Inkarnation von Vishnu verstanden, wohingegen die anderen Bücher Rama als menschlichen Helden darstellen.
Das Ramayana erzählt die Geschichte des Prinzen Rama aus dem Königreich Kosala, der vom Hof seines Vaters Dasharatha in die Waldeinsamkeit verbannt wird und später Ravana, den Fürsten der Dämonen auf Lanka, besiegt. Rama wurde zum Ideal des Königtums, mit Leitsätzen wie Treue, Gerechtigkeit Unbesiegbarkeit und Vorbild für die Untertanen. Dass er den Bogen Shivas nicht nur zu spannen vermochte, sondern mit Leichtigkeit zerbrach, zeigte ihn als Inkarnation Vishnus in einer gerade erwachenden Rivalität zweier Religionen als den überlegenen.

#### Madhva
Madhva, ein Brahmane aus Udupi begründete im 13. Jahrhundert mit der Dvaita-Schule eine weitere vishnuitische Konfession mit einer dualistischen Auslegung des Vedanta. Vishnu ist mit der höchsten Vollkommenheiten ausgestattet, von denen sich der Mensch keine zureichende Vorstellung machen kann. Die Linie der Madhva-Gurus, deren Erster er war, besteht seit 700 Jahren noch fort.

#### Ramanuja und der Shri-Vishnuismus

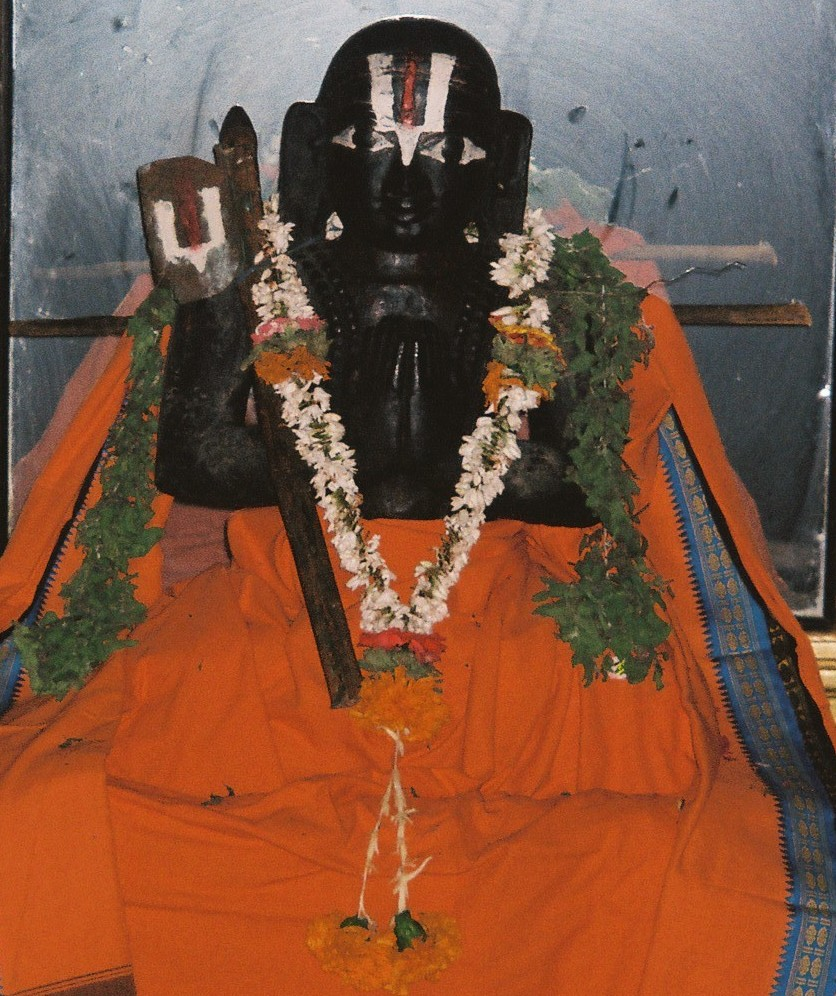
Kultstatue Ramanujas

Seit dem 6./7. Jahrhundert entstanden sogenannte Bhakti-Bewegungen, die besonders die emotionale Hinwendung zu einem personalen Gott betonten und so besonders gegen die Macht der Tempel und Priester Stellung bezogen. Ziel der Erlösung ist es, zur Gottheit zu gelangen, ihre Nähe zu spüren, sie anzuschauen und zu preisen.
Eine der großen vishnuitischen Bhakti-Bewegungen sind die Shri-Vaishnavas. Ramanuja (ca. 1050–1137) begründete diese Theologie als Synthese aus vier Quellen: dem Vedanta der Upanishaden und Brahmasutras, den Lehren der Bhagwad Gita, den vereinten Traditionen der Vaikhanasas und des Pancaratra sowie der Bhakti-Religiosität des Alvars. Die Bezeichnung Shri-Vishnuismus kommt daher, dass die Göttin Shri, die Gemahlin Vishnus, eine zentrale Rolle bei der Erlösung spielt: „Shri-Laksmi nämlich, die als Essenz der Gnade Gottes gilt, ist die Mittlerin zwischen dem sündigen Menschen und Gott, sie ist es, die seine Sünden tilgt und ihn hinführt in die Gegenwart des Herrn.“
Für die Gottheit verwendet Ramanuja auch die Bezeichnung Brahman. Das Brahman hat sowohl einen persönlichen als auch einen unpersönlichen Aspekt, wobei der persönliche der wesentliche ist. Insoweit Brahman Person ist, wird dafür (unter anderem) auch die Bezeichnung Vishnu verwendet. Nachdrücklich wendet sich Ramanuja gegen die Behauptung der radikalen Monisten, das Brahman sei eigenschaftslos. Er will nur üble Eigenschaften ausschließen und schreibt der Gottheit eine Fülle von guten Eigenschaften zu. Die Lehre wird als „Einheit des Verschiedenen“ bezeichnet: „Gott (das personhafte Brahman) ist lenkend und erkennend in der Welt und allen ihren belebten Teilen anwesend wie die Seele im Körper. Seine Gegenwart ist eine tätige, aber auch eine wissende und liebende. Er ist ein Freund in unserem Herzen, der größer ist als wir.“
Ramanuja lehnte die Lehre vom Karma grundsätzlich ab. Vielmehr hängen die Früchte unserer Taten davon ab, ob sie dem Höchsten Wesen gefallen oder nicht. Der Herr bestimmt, welche Taten förderlich sind und welche nicht. Dies offenbart sich im Gewissen, also der Stimme Gottes, und in den Schriften, die den Dharma lehren. Als innerer Kontrolleur (antaryamin) ist er in ihnen vorhanden, um Zustimmung (anumati) zu geben oder abzulehnen.

### Shivaismus

#### Rudra und die Ursprünge des Shivaismus

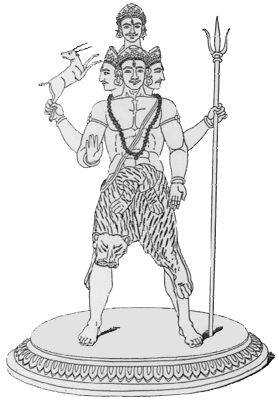
Darstellung des Rudra aus einem Lehrbuch des 19. Jahrhunderts

Der Vorläufer des Shiva war vermutlich Rudra, der im Veda als gefährlicher, Krankheit und Tod bringender Gott bekannt war. Die zerstörerische Gottheit wird in besänftigender Absicht euphemisch Shiva, „der Freundliche“ oder Shankara, „der Wohltätige“ genannt. Weitere Bezeichnungen sind Hara, „der Hinwegraffer“, und Pashupati, „Herr der Tiere“.
Sein Kult hatte seine Ursprünge außerhalb der arischen Schicht, in einer Bevölkerungsgruppe, die an den Rand der arischen Besiedlungen in die Wälder und Berghänge des Nordens verdrängt worden war. Diese Kirata genannten Stämme wurden als Räuber gefürchtet. So wird auch Rudra im Yajurveda (16, 20–21) bereits als Herr der Diebe und Räuber bezeichnet.
Entsprechend der verbreiteten Anschauung, dass der Bringer des Übels seine gefürchtete Aktivität auch einstellen und das Übel abwenden kann, kann er auch ein in höchstem Maße ein hilfreicher, friedlicher und segnender Gott sein. Seine heilsamen Arzneien können Mensch und Vieh retten. Auch der Phallus, das wichtigste Symbol für den Kult des Shiva, zeigt diese Ambivalenz, indem seine Zeugungskraft auch den Fortbestand des Lebens sichert.
Erst mit der Stadtentwicklung (7.–5. Jahrhundert v. Chr.) erreichte die nicht-arische Bevölkerungsschicht auch im religiösen Bereich ein größeres Gewicht. Die brahmanische Shiva-Theologie entstand nach derjenigen des Vishnu ebenfalls in den Priesterkreisen des Yajurveda und übernahm von ihr wichtige Aspekte: „Das betrifft das gesamte, aus den Upanishaden abgeleitete Theoretische Gebäude, die Gleichsetzung von Shiva mit Brahman und Purusha, die Einbeziehung des Samkhya und Yoga sowie die Verehrung des Gottes über ein Zusammenstellen und Preisen seiner Namen, Taten und Vollkommenheiten.“ Diese Priesterkreise brauchten offenbar eine neue Klientel, nachdem sich die Fürsten- und Kaufmannsschicht den Mönchsorden zugewandt hatten und große Teile Nordindiens unter Fremdherrschaft geraten waren. Damit einhergehend wurden mit der Aufzählung der hundert Namen Rudras und der shivaitischen Shvetashvatara Upanischad zwei wichtige Texte nachträglich in die Tradition des Yajurveda eingefügt.

#### Die Pashupatas
Die erste in der Literatur vorkommende shivaitische Gruppierung bildeten die Pashupatas. Diese werden auch nach ihrem wichtigsten Lehrer Lakulisha genannt, der am Ende des 2. Jahrhunderts nahe der Mündung des Flusses Narmada im heutigen Gujarat lebte. Nach Alain Daniélou war Lakulisha ein Ajivika, der prä-arische Kulte der Indus-Kultur wiederherstellt.
Der Name Pashupata („Anhänger des Herrn der Seelen“) verdanken diese frühen Shivaiten „ihrer dualistischen Gegenüberstellung der individuellen, ewigen Seele (pashu, eigentlich das Haus- oder Opfertier) mit dem Herrn (pati), der allein in der Lage ist, die Fessel zu lösen, die den Menschen an die Materie bindet wie das Opfertier an den Opferpfahl“.
Die puranische Mythologie zeigt Shiva als Vernichter von Dämonen, als Yogi, der im Himalaya tausendjährige Askese übt und als Zerstörer, der am Ende einer Weltperiode den großen Weltenbrand einleitet. Auf seiner Stirn befindet sich ein drittes Auge. Wenn Shiva diese Auge öffnet, schießt daraus eine feurige Glut, die alles augenblicklich verzehrt, worauf sie trifft.
Im Unterschied zum weltbejahenden Vishnu ist Shiva ein asketischer und weltverneinender Erlösergott. Eine menschenfreundlichere Sicht des Gottes entwickelte sich in Südindien unter Einfluss der Bhakti-Bewegung. So erscheint er hier auch als Erfinder der Musik und des Tanzes und als Lehrer der Menschen.
Shiva erhielt beträchtlichen Zuwachs an Macht, indem der Kriegsgott Skanda-Karttikeya als Sohn in seine Familie aufgenommen wurde und mit diesem wiederum weitere Kriegsgötter wie Vaishakha und Kumara identifiziert wurden. Als Gemahlin kam Parvati hinzu, die mit Durga, Kali und allen blutgierigen lokalen Göttinnen der Volkskulte gleichgesetzt wurde. Die Göttin wurde sogar als Teil Shivas einbezogen, so dass sich dieser in androgyner Form präsentierte, als „Herr, der zur Hälfte Weib ist“. Weiter kam der elefantenköpfige Gott Ganesha als Sohn in Shivas Familie und schließlich integrierte Shiva den Sonnengott in Gestalt des Martanda Bhairava. Dadurch konnte der Gott viele Anhänger auf sich ziehen und verschaffte den Herrschern ein wichtiges Potential.

#### Kashmirischer Shivaismus
Der kaschmirische Shivaismus ist eine monistische Lehre, in der die religiösen Texte (Agamas) als unmittelbarer Ausdruck des höchsten Gottes Shiva betrachtet werden. Er entstand während des 8. oder 9. Jahrhunderts n. Chr. in Kaschmir und machte bis zum Ende des 12. Jahrhunderts große Fortschritte, sowohl philosophisch als auch theologisch.
Als transzendenter Monismus nahm er eine Dreiheit von geistigen Prinzipien an: Shiva, Shakti und Seele (anu). Diese Form des Shivaismus wird entsprechend auch Trika-Schule (Triade) genannt. Die Seele, die ursprünglich Shiva ähnlich ist, wird durch ihr anhaftenden materiellen Schmutz (mala) verdunkelt. Der Prozess der Befreiung aus diesem Zustand der Beschmutzung führt zur Wiedererkennung (pratyabhijna) der letztlich vollständigen Einheit der Seele mit Shiva.

#### Shaiva Siddhanta
Diese Tradition wurde ursprünglich in ganz Indien praktiziert, durch die muslimische Unterwerfung des Nordens wurde sie aber in den Süden gedrängt, wo sie mit der tamilischen Saiva-Bewegung verschmolz und in der Bhakti-Poesie der Nayanmars Ausdruck fand. Im Zentrum steht nicht ein theoretischer, sondern vielmehr ein emotional geprägter dualistischer Shivaismus. Er betont die Verschiedenheit von Gottheit und Seele. Nur diese garantiert das in der Bhakti-Beziehung erfahrbare höchste Glück: „Es gibt also neben Shiva eine Vielheit von unvergänglichen Seelen, die in erlöstem Zustand in der Anschauung Gottes verharren.“

#### Natha-Yogis
Natha-Yoga ist eine Yoga-Lehre, die auf Gorakhnath zurückgeht. Natha-Yogis sind asketische Shivaiten und das Ziel dieser Yoga-Disziplin ist es, die höchste Realität, die Identität mit Shiva, zu erreichen. Die Bewegung der Natha-Yogis ging von Bengalen aus und breitete sich später auch nach Süden und Westen aus. Natha-Yogis praktizieren Hatha-Yoga und versuchen den Körper durch Yoga und Schulung der Willenskraft zu reinigen und letztendlich unsterblich zu werden. Auch Alchemie war unter den Natha-Yogis verbreitet. In dieser Schule werden „Vollendete“ (Siddhas) und bedeutende Lehrer als Gottheiten angesehen.

#### Varashaivas
Die Virashaivas, die ab dem 12. Jahrhundert entstanden sind, lösten sich vom brahmanischen Ritualismus los und lehnen jegliche Form von Kasten ab. Ebenso gibt es eine Gleichberechtigung von Männern und Frauen. Unter den Herrschern von Mysore wurde der Virashaivismus von 1350 bis 1610 Staatsreligion. Die Virashaivas führen mit sich eine Kapsel mit einem Shiva-Linga, weshalb sie auch Lingayats genannt werden.
Shankara und die monistische Lehre der Upanishaden sind prägend, jedoch wird dies auf Shiva als höchstes Sein bezogen (Shiva als Brahman selbst). Monismus bedeutet, dass Shiva das einzige Sein darstellt, auch in Bezug auf die Schöpfung und die Seelen. Shiva-Brahman ist mit den Attributen Sat, Chid, Ananda ausgestattet, Sein, Bewusstsein, Seligkeit.
Die Virashaivas praktizieren Shiva-Bhakti und Yoga, und Gurus sind besonders wichtig, ebenso Ahimsa, Vegetarismus und Formen der Abstinenz. Es wird angenommen, dass ein lauterer und gläubiger Lebenswandel dazu führt, dass man sich im Tod mit Shiva vereint. Von besonderer Bedeutung ist das Mantra 'Om Namah Shivai'.

### Shaktismus

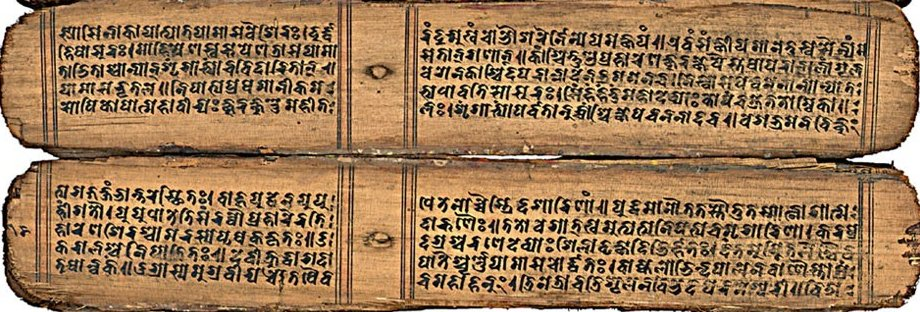
Devi Mahatmya auf Palmblättern (Palmblattmanuskript), Bihar oder Nepal, 11. Jahrhundert

Der Shaktismus ist eine Form des Hinduismus, der sich auf die weiblichen Götter oder die Göttin bezieht. Diese sogenannte Shakti, die als weiblich gedachte Urkraft des Universums, hat in dieser Religionsform eine herausragende Bedeutung im Heilsgeschehen und im Weltprozess, in dem die männliche Gottheit nur durch ihre Energie, die Shakti ist, handelt.
Der Shaktismus begann sich ab dem 6. oder 7. Jahrhundert als eigenständige Religion zu etablieren. Der älteste Text, der diese Entwicklung zeigt, ist das Devi Mahatmya, ein Preiselied auf die Göttin, das diese als mächtigstes handelndes Prinzip über alle Götter stellt.
Religionsgeschichtlich stammt der Shaktismus vom Shivaismus ab. Seine Theologie weicht kaum von der des Shivaismus ab, nur die Wertung des obersten Prinzips wird vertauscht: Nicht Shiva, sondern die Shakti wird als höchstes Prinzip angesehen. Dies wird aus dem Shivaismus selbst begründet: Dort ist Shiva ein reiner Geist, der passiv ist, während seine Shakti als dessen aktives Prinzip gilt. So sehen Shaktas den Shiva als handlungsunfähig ohne seine Shakti und diese deshalb als den schöpferischen Aspekt des Göttlichen.
Die Theologie der Shakta ist grundsätzlich monistisch und vom Vedanta geprägt, da Devi als die Manifestation des Brahman angesehen wird. Jedoch wird die Maya im Gegensatz zum Vedanta als bewusste Kraft angesehen, in der die verschiedenen Aspekte der Göttin erscheinen und diese wird auch als personale Gottheit angebetet.
Unterschieden werden zwei Hauptformen des Shaktismus: Die Shri-Kula (Familie der Göttin Shri) sind hauptsächlich in Südindien vertreten, während die Kali-Kula (Familie der Göttin Kali) in Nord- und Ostindien stark verbreitet sind. Die Kali-Kula lehnt die brahmanische Tradition ab. Zur Verbreitung des Shaktismus hat sehr stark die indische Volksreligion beigetragen, in der die Verehrung weiblicher Gottheiten ohnehin vorherrscht.

## Glaubensrichtungen und Lehre
Der Hinduismus kennt keine gemeinsame Gründerperson. Jede Glaubensrichtung hat eigene nur für sie verbindliche heilige Schriften: z. B. Vishnuiten das Bhagavatapurana, Shaktianhänger das Devi Mahatmya, ein puranisches Werk zur Verehrung der Göttin. Die Veden werden übergreifend von vielen Hindus als heilig angesehen.
Entgegen dem ersten Anschein ist der Hinduismus keine polytheistische Religion. Viele westliche Religionswissenschaftler und Indologen bezeichnen ihn, obwohl der Begriff umstritten ist, als Henotheismus, da alle Götter – je nach individueller Glaubensausrichtung – Ausdruck des einen höchsten persönlichen Gottes oder auch der unpersönlichen Weltseele (Brahman) sein können.

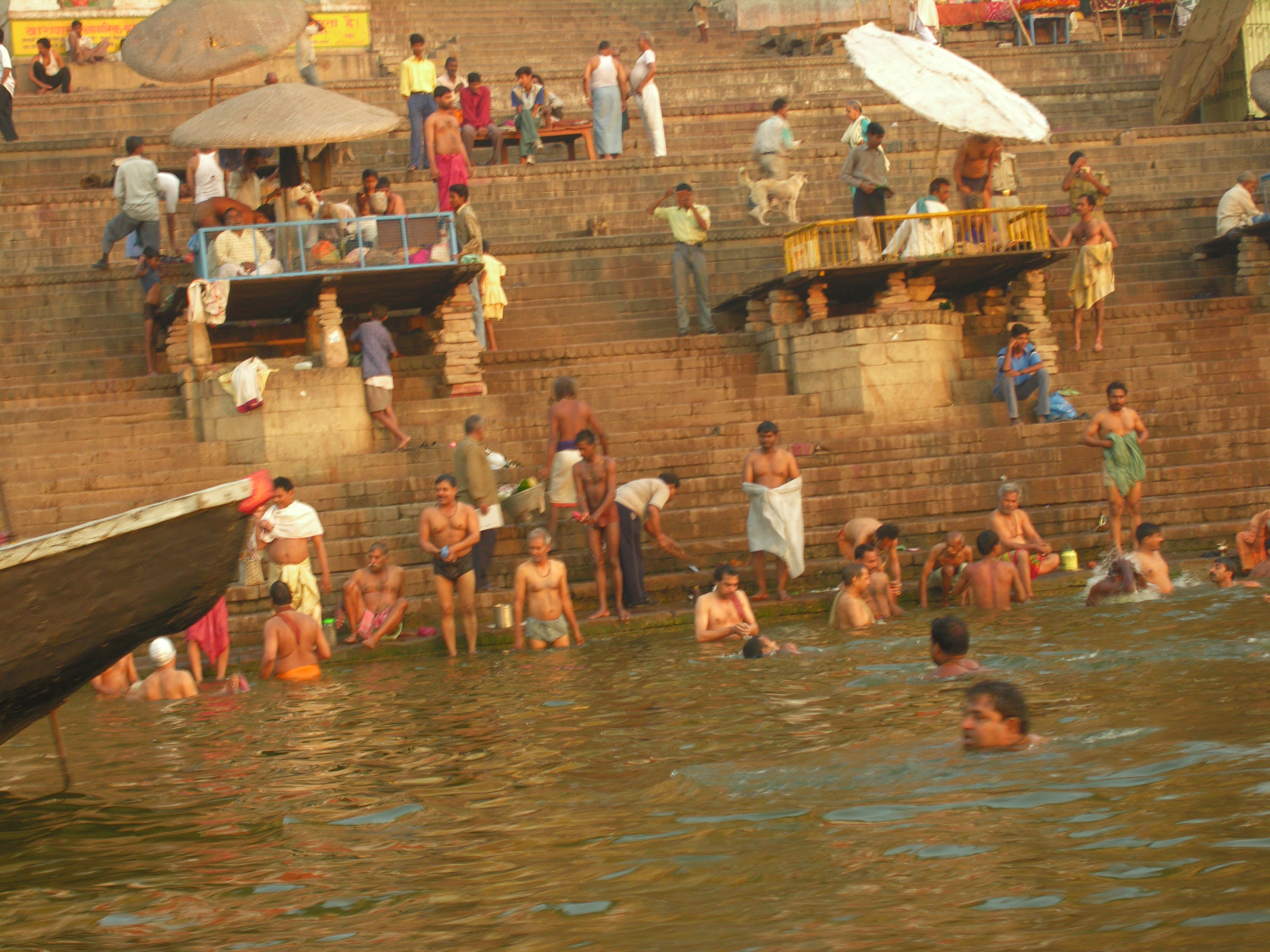
Pilger beim Bad im Ganges in Varanasi

Obwohl der Hinduismus aus unterschiedlichen Strömungen besteht, gibt es Gemeinsamkeiten, die in den meisten Richtungen vorliegen, die als eine Reihe von Leitgedanken und Grundsätzen erscheinen. Hinduistische Lehren betrachten den Kosmos als geordnetes Ganzes, das vom Dharma, dem Weltgesetz, welches die natürliche und sittliche Ordnung darstellt, beherrscht wird. Dharma bedeutet Recht, Pflicht, Ordnung und bezieht sich darauf, dass jedes Wesen sich so zu verhalten hat, wie es seinem Platz in der Welt entspricht. Zyklen des Werdens und Vergehens (Kalpa) der Welt bilden eine andere wichtige Grundlage hinduistischer Traditionen. In diesen Zyklen gibt es keinen Schöpfungsanfang und keine endgültige Vernichtung des Universums und des Daseins. Andere allgemein verbreitete Konzepte sind Karma, Atman und Moksha. Zentrale Praktiken sind Bhakti und Pujas. Samskaras sind hinduistische Sakramente, welche die Übergänge zwischen den einzelnen Abschnitten des Lebenszyklus rituell gestalten. Von diesen gibt es ca. 40 und die drei wichtigsten sind Initiation, Hochzeitsriten und Totenriten.
Zentren hinduistischer Religiosität sind neben dem eigenen Haus die Tempel. Einer der größten Tempelkomplexe und Pilgerzentren ist Tirumala Tirupati in Südindien. In Nordindien zieht die heilige Stadt Varanasi am Ganges immer wieder Unmengen von Pilgern an.

### Gottesbild
Die verschiedenen hinduistischen Traditionen und Philosophien vertreten unterschiedliche Gottesbilder, Hauptrichtungen sind jedoch Shivaismus, Vishnuismus sowie Shaktismus, die Verehrung Gottes in weiblicher Form. Daneben gibt es auch die indische Volksreligion. Brahma, Shiva und Vishnu werden auch als Dreiheit (Trimurti) dargestellt. Die Verehrung von Shiva und Vishnu, jeweils in unzähligen verschiedenen Formen und Namen, ist weit verbreitet. Brahma dagegen ist nur noch in der Mythologie präsent, in der Verehrung spielt er fast keine Rolle mehr; seine Stelle nimmt seine Shakti ein, die Göttin Sarasvati. Daneben gibt es aber unzählige andere Manifestationen, z. B. den elefantenköpfigen Ganesha, der als Sohn von Shiva und Parvati gilt, sowie Hanuman, der Diener Ramas, der wiederum ein Avatar von Vishnu ist. Es gibt auch eine große Zahl weiblicher Gottheiten, die entweder als „Große Göttin“ (Mahadevi) autonom auftreten wie Durga oder als Gemahlinnen bzw. weibliche Seite der männlich gedachten Götter gelten, z. B. Sarasvati und Lakshmi. Die meisten Gläubigen gehen davon aus, dass die Anbetung eines jeden Gottes dem Anbeten des höchsten Göttlichen entspricht, da alle Erscheinungsweisen des Einen seien. Andere dagegen verehren das Höchste nur in einer Form, wie etwa viele der Anhänger Krishnas, und betrachten die anderen Götter als ihm untergeordnete Devas. Die Verehrung des Göttlichen in Bildern und Statuen ist weit verbreitet, jedoch lehnen viele Hindus, wie die Lingayats, die Verehrung in dieser Form strikt ab. Neben den Hauptgöttern gibt es noch unzählige andere Gottheiten, von denen viele nur lokal verehrt werden.

### Hinduistische Theologie

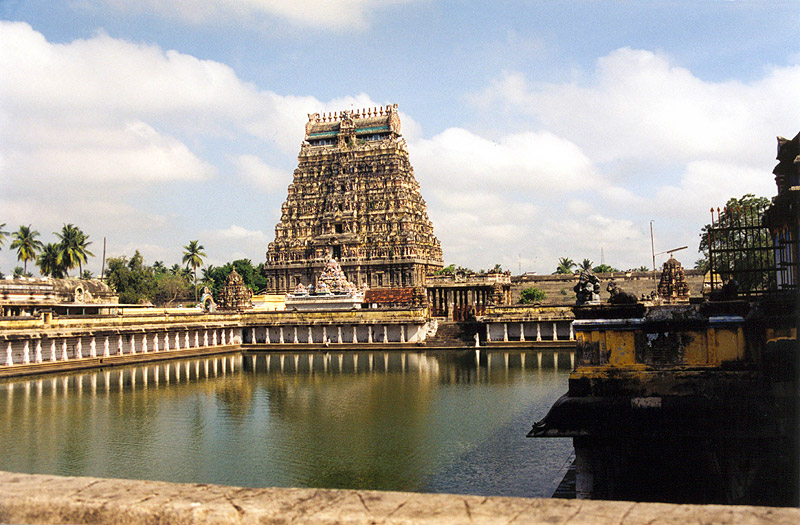
Nataraja-Tempel in Chidambaram (Indien)

Das Gottesbild des Hinduismus kennt sowohl Götter als auch mit dem monotheistischen Gottesbegriff vergleichbare Vorstellungen. Von den indogermanisch ererbten Grundzügen her bestehen Zusammenhänge, die auch den Begriff „Gott“ betreffen. Manche Strömungen des Hinduismus glauben an einen obersten Gott, benannt als Ishvara (wörtlich „der höchste Herr“). Es gibt auch ihm unterstellte Wesen, die Devas genannt werden. Sie können als Götter, Halbgötter, Engel, himmlische Wesen oder Geist angesehen werden und stehen zwischen dem Ishvara und den Menschen.
Einer der wichtigsten Begriffe im Hinduismus ist das Brahman – der höchste kosmische Geist. Brahman ist die unbeschreibbare, unerschöpfliche, allwissende, allmächtige, nicht körperliche, allgegenwärtige, ursprüngliche, erste, ewige und absolute Kraft. Es ist ohne einen Anfang, ohne ein Ende, in allen Dingen enthalten und die Ursache, die Quelle und das Material aller bekannten Schöpfung, rational unfassbar und doch dem gesamten Universum immanent. Die Upanishaden beschreiben es als das Eine und unteilbare ewige Universalselbst, das in allem anwesend ist und in dem alle anwesend sind. Diese unpersönliche Vorstellung von Gott wird ergänzt oder ersetzt durch die Sichtweise auf einen persönlichen Gott, wie es in der Bhagavadgita geschieht. Hier wird der persönliche Gott, der Ishvara oder höchste Purusha, über die Welt der Erscheinungen und den „unbeweglichen“ Brahman gestellt.
Nach Auffassung des Advaita Vedanta ist der Mensch in seinem innersten Wesenskern mit dem Brahman identisch. Dieser innere Wesenskern wird auch Atman genannt. Diese Identität kann prinzipiell von jedem Menschen erfahren bzw. erkannt werden.
Advaita Vedanta (Nichtdualität) ist die Lehre Shankaras (788–820 n. Chr.), die auf diese Erkenntnis der Einheit zielt und die Erscheinungen der Welt als Maya bezeichnet. Nach Lehre des Vishishtadvaita (qualifizierter Monismus) von Ramanuja dagegen ist Gott alles was existiert, es besteht jedoch ein qualitativer Unterschied zwischen individueller Seele und höchstem Gott. Am anderen Ende des Spektrums steht die rein dualistische Philosophie des Dvaita Vedanta des Madhvas, die streng zwischen Seele und Gott unterscheidet (siehe Indische Philosophie).
Die Theologie des Hinduismus ist nicht von der Philosophie getrennt, und so erscheinen die Saddarshana (Darshana Sanskrit, n., दर्शन, darśana, für Betrachtung, Beobachtung, Zusammentreffen, Philosophie; von drish sehen), die sechs klassischen Systeme der indischen Philosophie, auch als theologische Konzepte. Diese sind:
- Nyaya,
- Vaisheshika,
- Samkhya,
- Yoga,
- Purva Mimamsa und
- Vedanta.

### Heilige Schriften
Schriften liegen im Hinduismus in einer großen Vielfalt vor. Hinduistische Schriften wurden sowohl auf Sanskrit als auch in allen anderen indischen Sprachen geschrieben. Neben schriftlichen Zeugnissen gibt es auch mündlich tradierte Texte. Diese Schriften und Texte haben unter anderem eine rituelle Funktion, enthalten religiöse Ideen und Konzepte, und viele von ihnen werden als heilig angesehen. Der Ausdruck heilige Schriften ist nicht hinduistisch und entstammt einer westlichen Terminologie.
Die Schriften und oralen Texte, die als heilig angesehen werden, sind nicht einheitlich, sondern werden dadurch definiert, dass religiöse Gruppierungen diese unterschiedlichen Texte als heilig ansehen. Sowohl die Form der Texte als auch Inhalte und Verwendung unterscheiden sich dabei in den verschiedenen Gruppierungen.
In Hinduismus gibt es unterschiedliche Klassifizierungen von Schriften. Das bedeutet, dass die Einordnung der Schriften unter bestimmte Kategorien nicht einheitlich ist. Zudem können auch viele Schriften nicht datiert werden. Viele Schriften wurden auch noch nicht ediert und Übersetzungen liegen oft nicht vor.

### Wiedergeburt und Erlösung
Einige Gläubige gehen davon aus, dass Leben und Tod ein sich ständig wiederholender Kreislauf (Samsara) sind und glauben an eine Reinkarnation. Der Glaube an Wiedergeburt ist aber, im Gegensatz zum im Westen vorherrschenden Klischee, nicht Hauptbestandteil des Hinduismus und nur in einigen wenigen Strömungen vertreten. So gibt es im Ur-Hinduismus und den frühen südindischen Religionen kein derartiges Konzept. Es wird angenommen, dass die Idee von Wiedergeburt erst später im Norden Indiens entstand.
Götter, Menschen und Tiere durchwandern nach hinduistischer Glaubensvorstellung in einem durch ewige Wiederkehr gekennzeichneten Kreislauf, Samsara, die Weltzeitalter, Yuga. Während des Lebens wird je nach Verhalten gutes oder schlechtes Karma angehäuft. Dieses Gesetz von Ursache und Wirkung von Handlungen beeinflusst nach hinduistischer Vorstellung zukünftige Reinkarnationen und die Erlösung (Moksha), das Aufgehen des Atman (das innewohnende Brahman). Es ist nur bedingt zu vergleichen mit der Seele, da die Seele etwas Individuelles (also bei jedem verschieden) und das Atman immer das Gleiche ist im „kosmischen Bewusstsein“ (Brahman). Die persönliche Erleuchtung ist der Endpunkt der Entwicklung des Geistes, und je nach Realisation des Suchenden kann diese, neben anderen Wegen, durch die klassischen drei Methoden erreicht werden: Bhakti-Yoga, die liebende Verehrung Gottes, Karma-Yoga, den Weg der Tat, sowie Jnana-Yoga, den Weg des Wissens. Oft zählt man als vierten Weg Raja-Yoga, den „Königsweg“ hinzu.
In den frühen Schichten der vedischen Schriften war die Vorstellung präsent, dass nach dem Tod ein Ort der Belohnung oder Strafe bereitstand. Das entschied sich nicht nur an der persönlichen Lebensführung, sondern war stark von den priesterlichen Zeremonien und Opferriten abhängig. Erst in den ab etwa 800 v. Chr. niedergeschriebenen Upanishaden wurde die Lehre von der Reinkarnation und dem Karma entwickelt, die dem Atman (Sanskrit, n., आत्मन्, ātman), dem unsterblichen Wesenskern des Menschen, unterworfen ist. Eines der ältesten Zeugnisse dazu ist die Brihadāranyaka Upanishad. Jiva  (Sanskrit: जीव jīva adj. u. m. lebend, lebendig; ein lebendiges Wesen; das Leben; das Lebensprinzip; der Lebensatem) bezeichnet die individuelle Seele, Individualseele. Jiva ist Atman, der sich mit den Upadhis (den begrenzenden Hüllen) identifiziert.
In der Schrift der Taittiriya Upanishad (etwa vor 550 v. Chr.) (Sanskrit: तैत्तिरियोपनिष्हद् taittirīyopaniṣhad f.), sie gehört zu den ältesten Upanishaden und wird dem schwarzen Yajurveda zugerechnet, werden drei Abschnitte aufgeführt, die wiederum in Unterabschnitte (Anuvakas) gegliedert sind. Sie gehen als erste Upanishad auf die Lehre der fünf Hüllen, Koshas ein. Der Name der vedischen Schrift bezieht sich wahrscheinlich auf den Lehrer Tittiri.
Nach vedischer Ansicht besteht der Mensch nicht aus einem, sondern aus drei Körpern, Shariras (Sanskrit: शरीर śarīra n. fester Bestandteil des Körpers, Knochengerüst, Skelett; Leib, Körper). Diese wiederum umfassen die fünf Hüllen, Koshas. In den Vedanta-Schriften spricht man von den drei Körpern.
Nach der Vedanta (Sanskrit, m., वेदान्त, vedānta) sie heißt wörtlich übersetzt: „Ende des Veda“ d. h. der als Offenbarung verstandenen frühindischen Textüberlieferung (Veda Wissen). Der Begriff wurde erstmals in der Mundaka-Upanishad 3,2,6 und der Bhagavad-Gita, Vers 15,15 für die am Ende des vedischen Schrifttums stehenden Upanishaden verwendet.
- Sthula Sharira  (Sanskrit: स्थूलशरीर sthūla-śarīra n.  wörtlich grobstofflicher (Sthula) Körper (Sharira)), der physische Körper:
- Sukshma Sharira  (Sanskrit: सूक्ष्मशरीर sūkṣma-śarīra n. wörtlich feinstofflicher (Sukshma) Körper (Sharira)) der astrale Körper
- Karana Sharira  (Sanskrit: कारणशरीर kāraṇa-śarīra n. wörtlich Körper (Sharira) der Ursachen (Karana)), der kausale Körper

Den Kreislauf der Wanderung, wurde vermittels der Lehre von den verschiedenen Leibhüllen, Koshas (Sanskrit: कोश kośa m. oder Sanskrit कोष koṣa Fass, Eimer; Kiste, Gefäß, Kasten, Truhe; Wagenkasten; Degenscheide;Behälter, Verschluss, Gehäuse; Vorratskammer, Schatzkammer; Schatz), meist sind es fünf, gefunden. Denn die Vorstellung eines Selbst, das von einem voll ausgebildeten Körper zu einem gleichen anderen wandern würde war nicht plausibel. Man entwickelte die Vorstellung, dass der Ātman, das Selbst, von verschiedenen Hüllen umgeben ist oder dass er selbst aus verschiedenen Schichten besteht. Bei der Seelenwanderung würden dementsprechend nur die äußeren Hüllen bzw. Schichten abgestreift, während das tiefere Selbst als solches bleibt. Der Mensch hat fünf Koshas (auch Panchakosha), die das Selbst, Atman, umhüllen und durch die das Selbst wirkt und Erfahrungen macht. Die fünf Koshas sind:
- Annamaya Kosha (Sanskrit: अन्नमयकोश annamayakośa m. wörtlich die aus Nahrung, Anna (Sanskrit: अन्न anna n. Essen, Speise, Nahrung, Korn, Reis) bestehende  Maya Hülle (Kosha)) gröbste der fünf Koshas, die das höchste Selbst umgeben, vereinfacht der physische Körper;
- Pranamaya Kosha (Sanskrit: प्राणमयकोश prāṇamayakośa m. wörtlich  die aus Energie, Prana) bestehende  Maya Hülle. Im Pranamaya Kosha befinden sich auch die Chakras (Energiezentren) und Nadis (Energiekanäle), vereinfacht der Atem- oder Lebensenergie Körper;
- Manomaya Kosha (Sanskrit: मनोमयकोश manomayakośa m. wörtlich die aus Geist, Manas (Sanskrit: मनस् manas n.) der innere Sinn, das innere Organ, Denkorgan, Geist, Sinn, Verstand, Wille, Denken, Gedanke)  bestehende Maya Hülle, der Mentalkörper;
- Vijnanamaya Kosha (Sanskrit: विज्ञानमयकोश vijñānamayakośa m.) wörtlich die aus Erkenntnis (Vijnana) bestehende Maya Hülle, vereinfacht der Körper der Weisheit;
- Anandamaya Kosha (Sanskrit: आनन्दमयकोश ānandamayakośa m.) wörtlich die aus Glückseligkeit (Ananda) bestehende  Maya Hülle; die Wonnehülle, Hülle der Glückseligkeit, vereinfacht der Körper der Glückseligkeit.

Der Reinkarnationslehre zufolge endet das Leben nicht mit dem Tod, sondern die Seele geht in eine neue Ebene des Seins ein. Der im innersten Wesen des Menschen ruhende unsterbliche Seelenkern (Atman), kann sich nach dem Tode des Körpers in einem neu in Erscheinung tretenden Wesen – einem Menschen, einem Tier oder auch einem Gott (Deva) – wiederverkörpern.
In welcher Art von Wesen das Individuum wiedergeboren wird, hängt ab von den Taten in vorherigen Existenzen, woraus sein Karma resultiert. Das Karma ist verknüpft mit der Vorstellung einer sittlichen Weltordnung, dem Dharma, wodurch alle Handlungen gemäß dem Prinzip von Ursache und Wirkung die Voraussetzung für die künftige Wiedergeburt darstellen. Ein jedes Wesen besteht aufgrund seines in früheren Daseinsformen angesammelten Tatenpotenzials, welches das Gesamtergebnis einer jeden Existenz bewirkt. Folglich ist der Tod nicht der Abschluss des Lebens, sondern lediglich der Übergang zu einer neuen Daseinsform. Erhalten bleibt der durch den Atman begründete, ewige und unveränderliche Wesenskern des Menschen. Solange wir daran glauben, ein getrenntes und handelndes Individuum zu sein, sind wir gefangen im Kreislauf der Wiedergeburten, der Samsara genannt wird. Sobald wir die Identifizierung mit unserem Werkzeug, also dem Körper mit all seinen Funktionen, zu denen auch das Denken und Fühlen gehört, transzendieren oder loslassen, sind wir aus diesem Kreislauf befreit und erkennen, wer wir wirklich sind.
In der Advaita-Vedanta, wichtigster Vertreter war Shankara (ca. 788–820 n. Chr.), ist das wesentliche Merkmal die Wesensidentität von Atman (der individuelle Seele) und Brahman (der Weltseele), deshalb die Bezeichnung Advaita-Vedanta, 'Vedanta der Nichtzweiheit'. Durch das Überwinden von avidya (Unwissenheit) und maya (Illusion) kann der Mensch diese Wahrheit erkennen, das Selbst vom Nicht-Selbst befreien und Moksha (Erlösung, die Befreiung aus dem Kreislauf), aus dem Kreislauf des Samsara erlangen. Die Notwendigkeit des immer wiederholten Geborenwerdens wird von den Hindus als Unheil empfunden; man suchte nach Mitteln und Wegen der Befreiung (Moksha) aus dem unheilsamen Kreislauf.

### Vegetarische Nahrung und die heilige Kuh
Möglicherweise auch als Reaktion auf den Vegetarismus im Buddhismus und auf die gestiegene Bedeutung von Ahimsa, der Gewaltlosigkeit, forderten die hinduistischen Schriften verstärkt den Verzicht auf Fleischverzehr. In vedischen Zeiten waren die Lebensumstände noch völlig anders. In einigen Schriften gibt es Hinweise, dass Fleisch, selbst Rindfleisch, gegessen wurde, wobei es sich aber stets um das Fleisch von Opfertieren gehandelt haben dürfte.
Allgemeiner Vegetarismus ist für Hindus weder eine Forderung noch ein Dogma, jedoch wird die vegetarische Lebensweise als die ethisch höhere angesehen, da Fleisch ein Produkt der Tötung ist und nicht sattvic (rein). Vegetarier sind in allen Bevölkerungsschichten zu finden, besonders wird der Verzicht von Brahmanen erwartet. Prinzipiell lehnen aber fast alle Hindus den Genuss von Rindfleisch ab. Nach dem Zensus von 2004 sind etwa 25 % der indischen Bevölkerung Vegetarier. Dabei gibt es allerdings große Schwankungen zwischen den einzelnen Bundesstaaten; so ernähren sich etwa 69 % der Einwohner in Gujarat und 60 % in Rajasthan vegetarisch, dagegen in Tamil Nadu nur 21 %. Eine Umfrage des Pew Research Centers aus dem Jahr 2021 ergab, dass 81 % der indischen Erwachsenen irgendeine Form der Einschränkung beim Fleischkonsum praktizieren, wobei 39 % sich selbst als Vegetarier bezeichnen.
In der indischen Mythologie finden sich vielfältige Bezüge zur Kuh (Go). Von Krishna wird gesagt, er sei einerseits ein Govinda (Kuhhirte) und andererseits ein Gopala (Beschützer der Kühe). Seine Gefährtin Radha ist eine Gopi (Hirtenmädchen), Shivas Reittier ist der Bulle Nandi.
Siegel aus vergangenen indischen Kulturen (Indus-Kultur) lassen darauf schließen, dass Kühe schon vor mehr als viertausend Jahren einen besonders hohen Stellenwert hatten. Die wichtigsten Wurzeln für die Verehrung sind jedoch die Veden, in denen immer wieder das Bild der Heiligen Kuh als göttliches Wesen auftaucht. Trotzdem wurden Rinder in Indien zur Zeit der Jungsteinzeit uneingeschränkt geopfert und verspeist. Warum und wann sich dies änderte, ist unklar. Der Kulturanthropologe Marvin Harris führt die Tatsache auf veränderte ökonomische Rahmenbedingungen zurück: Mit dem Aufkommen des Staates und einer größeren Bevölkerungsdichte konnten nicht mehr genügend Rinder gezüchtet werden, um sowohl als fleischliche Nahrungsquelle als auch als Zugtiere genutzt zu werden. Möglicherweise war das einer der Gründe, dass die Tötung von Kühen auch als Opfertier für Hindus ein absolutes Tabu und ihr Fleisch nicht mehr gegessen wurde. Interessanterweise waren es gerade die früher für die rituelle Rinderschlachtung verantwortlichen Brahmanen, die sich später am stärksten für den Schutz der Rinder einsetzten.

## Ethik und Soziologie des Hinduismus

### Kastensystem

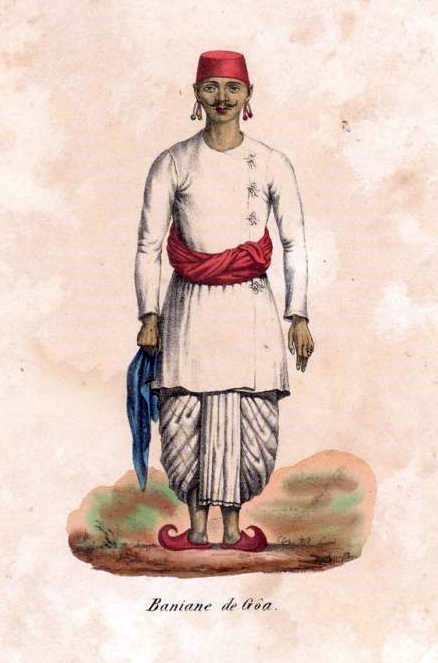
Vertreter der Vaishyas-Kaste, die aus Kaufleuten besteht; europäische Darstellung

Oft wird der Hinduismus mit der Kastenordnung in Verbindung gesetzt. Demnach spielt die rituelle Reinheit eine wichtige Rolle in der sozialen Hierarchie. Grundsatz der Kastenordnung ist, dass die Lebewesen von Geburt an nach Aufgaben, Rechten, Pflichten und Fähigkeiten streng voneinander getrennt sind. Heute wird die Kastenordnung zunehmend als ein umfassendes System zur sozialen Unterdrückung gesehen, das religiös begründet wird.
Nach dem Ethnologen Louis Dumont ergibt sich die Zugehörigkeit zum Hinduismus aus der Geburt in die Kastengesellschaft. Allerdings herrscht keine Einigkeit über Wesen, Umfang und Erscheinungsformen der Kasten. Laut David Mandelbaum sei der Begriff für so viele soziale Systeme verwendet worden, dass es fast besser sei, auf ihn ganz zu verzichten. Axel Michaels äußert sich ebenso kritisch zur Verwendung des Begriffs „Kaste“, da dieser nicht indischen Ursprungs ist. Declan Quigley weist darauf hin, dass Kastenhierarchien regional und lokal ganz unterschiedlich konstruiert und oft umkämpft sind. Des Weiteren bieten zahlreiche Bhakti-Traditionen die Verwirklichung religiöser Ziele zum Teil auch unabhängig von Kaste und Geschlecht. In den zahlreichen ethnographischen Werken entwickelten die europäischen Kolonialbeamten eine „Sammelwut“, „mit der Menschen fast wie Schmetterlinge archiviert wurden“.
Die klassische Ständeordnung gliedert sich hierarchisch und arbeitsteilig in vier „Hauptkasten“, sogenannte Varnas (wörtlich „Farben“), von denen jede mit einer Farbe assoziiert wird:
1. Brahmanen: Farbe Weiß; oberste Kaste; Priester und Gelehrte
2. Kshatriyas: Farbe Rot; die Kriegerkaste; Krieger, Aristokraten, Landbesitzer
3. Vaishyas: Farbe Gelb; Händler, Geschäftsleute, Handwerker
4. Shudras: Farbe Schwarz; Diener, Knechte, Tagelöhner

Die Hierarchie wird durch den Wert der rituellen „Reinheit“ strukturiert. Dadurch unterscheidet sie sich beispielsweise von der mittelalterlichen Ständegesellschaft, die die ökonomischen und politischen Machtverhältnisse abbildete. Das vierteilige Varna-System erhielt seine mythisch-metaphorische Formulierung im Purusa-Hymnus des Rigveda (Rv 10.90). In diesem wird beschrieben, wie dem kosmischen Urmenschen die Varnas als Körperteile zugeordnet werden:

„Sein Mund war der Brahmane (der Priester); die Krieger wurden seine Arme, die Ackerbauern und Viehzüchter wurden seine Schenkel, die Dienstboten und Tagelöhner entstanden aus seinen Füßen.“

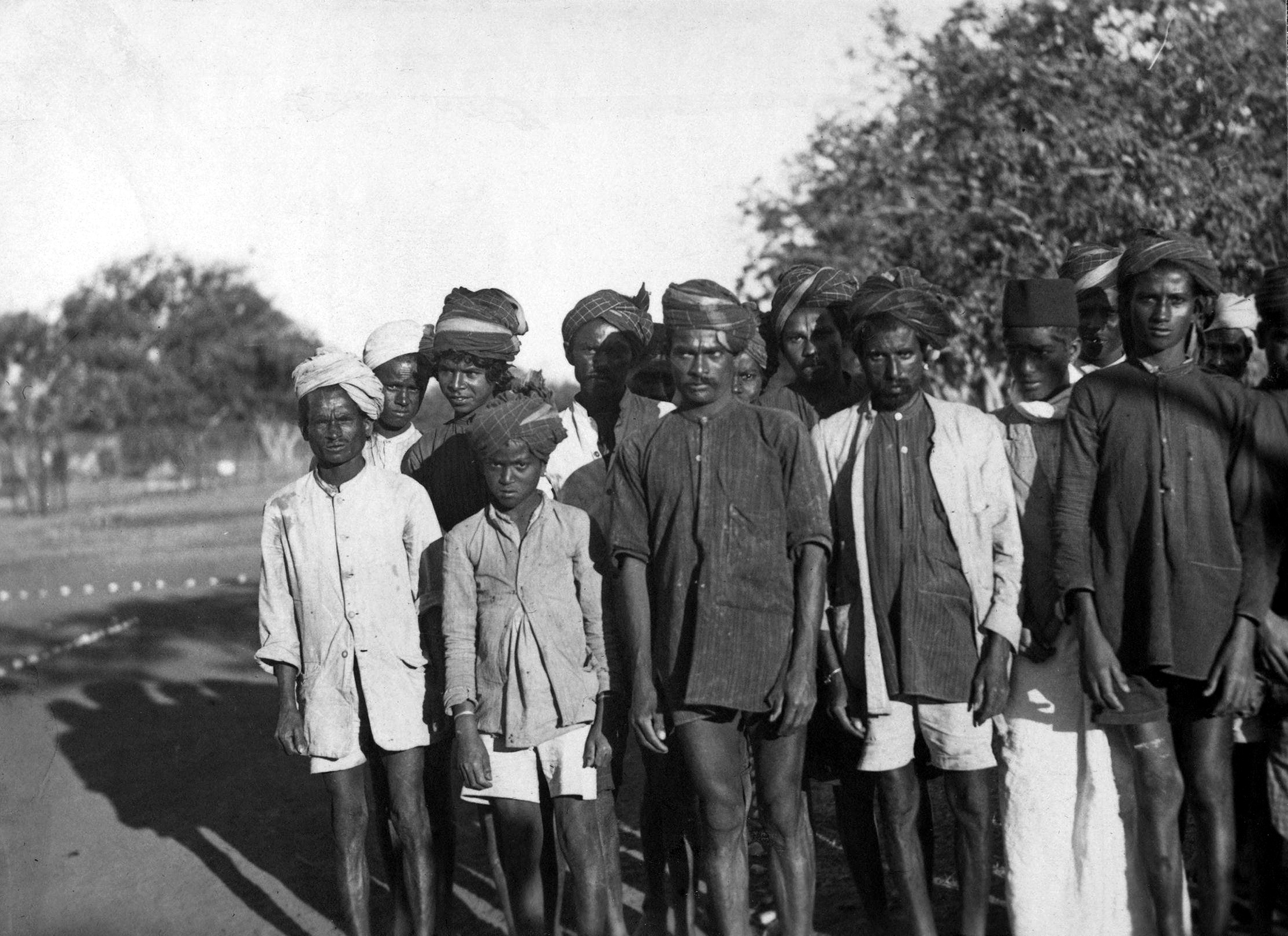
Gruppe von „Unberührbaren“ in Bengaluru, Anfang 20. Jahrhundert

Unterhalb der vier Hauptkasten sind die Dalits, die auch als „Unberührbare“ bezeichnet werden, woraus eine gewisse Diskriminierung und Ausgrenzung resultiert. Diese führen „unreine“ Tätigkeiten aus, damit die Kastengesellschaft ihre Werte der Reinheit aufrechterhalten kann. So sind sie es, die üblicherweise Fäkalien, Müll, Überreste verstorbener Tiere und Leichen entsorgen bzw. beseitigen. Über den Grad der Diskriminierung gibt es in der Forschung verschiedene Positionen.
Zwar ist in der indischen Verfassung ein Verbot von Praktiken der „Unberührbarkeit“ festgeschrieben, dies hat die Diskriminierung jedoch nicht beseitigt, was sich beispielsweise im Ausschluss aus Dorfgemeinschaften oder diskriminierenden Kleidervorschriften zeigt.
Die Varnas gliedern sich in Hunderte von Jatis auf. Der Begriff leitet sich ab aus dem Begriff jan für „geboren werden“. Dies weist auf die Hauptbedeutung von Jati hin: „Geburtsgruppe“, auch im Sinne von Großfamilie oder Clan. Jatis sind somit die soziale und familiäre Dimension des Kastensystems und erinnern in gewissem Maße an die mittelalterliche Ständeordnung in Europa. Sie sind manchmal – aber nicht immer – mit einer beruflichen Tätigkeit verbunden. Viele Autoren verwenden Jati im Sinne von „Subkaste“ und meinen damit eine Kategorie wie Kaste, aber in einem ethnisch, sprachlich, regional und religiös eingegrenzten Sinne.

### Rolle der Frau
Die Rolle der Frau im Hinduismus hat über die Jahrhunderte und Jahrtausende eine kontinuierliche Entwicklung durchgemacht und muss immer auch im Zusammenhang mit den jeweiligen Lebensumständen sowie den verschiedenen hinduistischen Kulturen gesehen werden. Einerseits verboten einige Gesetzgeber den Frauen das Lesen der Veden, einige Hymnen des Rigveda jedoch wurden von Frauen geschrieben, und in der Brhadaranyaka Upanishad finden wir einen Dialog zwischen der gelehrten Tochter von Vachaknu Gargi und Yajnavalkya. Aus dieser Zeit ist auch die Sitte des Swayamvara überliefert, wörtlich „Selbstwahl“: Frauen am Königshof wurden nicht einfach verheiratet, sondern wählten den Bräutigam aus den in Frage kommenden Kandidaten selbst aus.
Ein zentrales Ritual, das Upanayana (Initiationsritus für Knaben), ist von frühester Zeit an jedoch nur männlichen Angehörigen der oberen Kasten vorbehalten. Es ist diese kultische Handlung, die einen Menschen zum Dvijati werden lässt, zum „Zweimalgeborenen“. Nach der natürlichen Geburt stellt das Upanayana die kulturelle Geburt dar.
Eine wichtige Rolle im hinduistischen Frauenbild verkörpert Sita, die Gattin Ramas aus dem großen Epos Ramayana. Das Bild der opferbereiten Gattin stellt für viele noch das Modell der idealen Frau dar. Sita wurde dadurch zum wichtigen Thema im indischen Feminismus und in der modernen indischen Literatur. Aus einer modernen Sicht haben Frauen in hinduistischen Traditionen zu wenig Rechte.
Eine der Hauptaufgaben der Frau im Hinduismus ist die Mutterschaft. Jedes Stadium der Schwangerschaft bis hin zur Geburt wird begleitet von sakramentalen Riten zum Schutz und zu körperlichem und geistigem Wohlergehen von Mutter und Kind. Früher sollten Frauen möglichst viele Söhne bekommen, da diese die Sicherheit und das Überleben der gesamten Familie garantieren konnten. Obwohl Hindus die Töchter nicht generell geringer schätzen, gelten sie doch zu oft auch noch in manchen Familien als Belastung, da sie bei ihrer Hochzeit die Mitgift mitbringen müssen und die Familie durch Mitgiftzahlungen für zu viele Töchter auch verarmen kann. Dieses Problem führt zu einer hohen Abtreibungsrate bei weiblichen Föten.
Viele moderne Hindus, besonders in den Städten, freunden sich allmählich mit dem Gedanken an, dass auch eine Tochter ihre Eltern im Alter versorgen kann.

### Familie
Normalerweise ist in der traditionellen Familie der Vater das Oberhaupt. Er trifft alle wichtigen Entscheidungen, beispielsweise über Geldangelegenheiten, Hochzeit usw. – zumindest soll es nach außen hin so aussehen. Traditionellerweise ist die Mutter-Sohn-Bindung die engste im indischen Familiensystem. Meist wohnt der Sohn mit seiner Ehefrau im Haus der Eltern, wenn die räumlichen Verhältnisse dies zulassen.
Bei den Töchtern jedoch ist auch noch meist von vorneherein klar, dass sie das Haus verlassen werden, um in die Familie des Ehemannes zu ziehen. Dies ist nicht einfach für die junge Ehefrau. Sie ist diejenige in der Familie mit den wenigsten Rechten, ihr Status verbessert sich oft erst, wenn sie Kinder (am besten einen Sohn) bekommt. Ältere Frauen, d. h. Schwiegermütter, haben oftmals einen sehr soliden Status und sind mit genügend Autorität ausgestattet. Eine soziale Rolle, die im Hinduismus traditionell nicht sehr angesehen ist, ist die der unverheirateten Frau. Ledige Frauen wohnen in Indien meist nicht alleine, sondern weiter im Haushalt der Eltern.
Das Verhältnis zwischen Ehegatten ist in erster Linie von Pragmatismus geprägt. Nach wie vor sucht oft die Familie eine Person als Ehemann oder Ehefrau aus, die in Bezug auf Bildung und Status gut passt (arrangierte Ehe). Die Liebe kommt später, sagt man in Indien. Das sei wie ein Topf Wasser, den man auf den Herd stellt und der erst später zu kochen anfängt. Liebesheiraten werden jedoch mit der Zeit üblicher.
Das Ideal ist ein vierstufiges Lebensmodell (Ashrama-System), das vorsieht, nach den Schülerjahren eine Familie zu gründen und erst nachdem die Kinder erwachsen geworden sind sich zurückzuziehen und sich intensiv religiösen Studien und der eigenen Erlösung zu widmen.

## Heilige Orte
Die sieben heiligen Orte sind Ayodhya, der Geburtsort des Gottes Rama, Dvaraka, Hauptstadt von Krishna, Haridwar, ein Quellplateau des Ganges, Kanchipuram mit dem Großen Tempel von Shiva, Mathura, der Geburtsort des Gottes Krishna, sowie Ujjain und Varanasi. In Ujjain und Haridwar findet dabei auch Kumbh Mela statt.

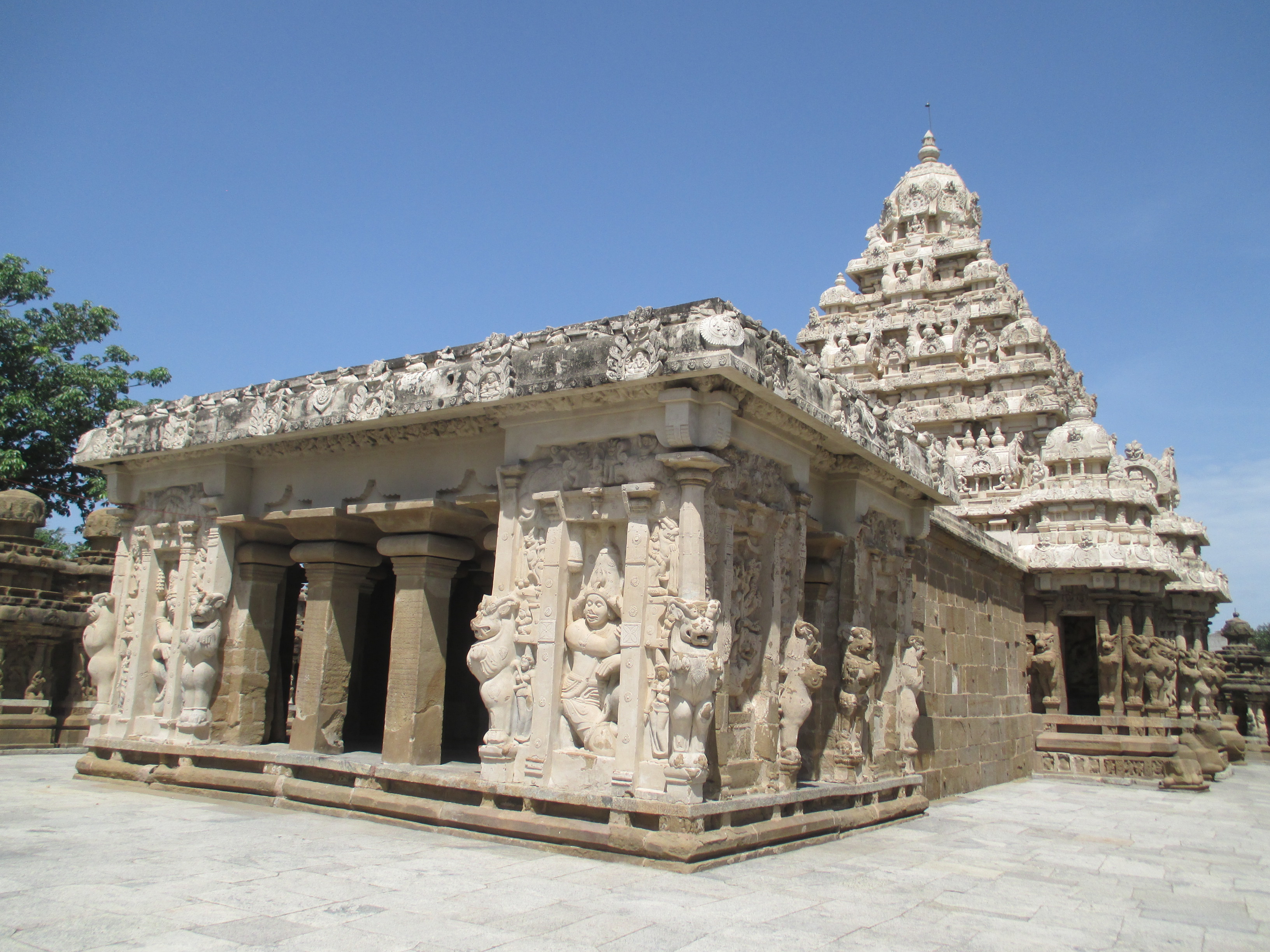
Der Kailasanatha-Tempel im Kanchipuram gilt als klassischer Tempel Südindiens (um 700 n. Chr.)